# 忽必烈

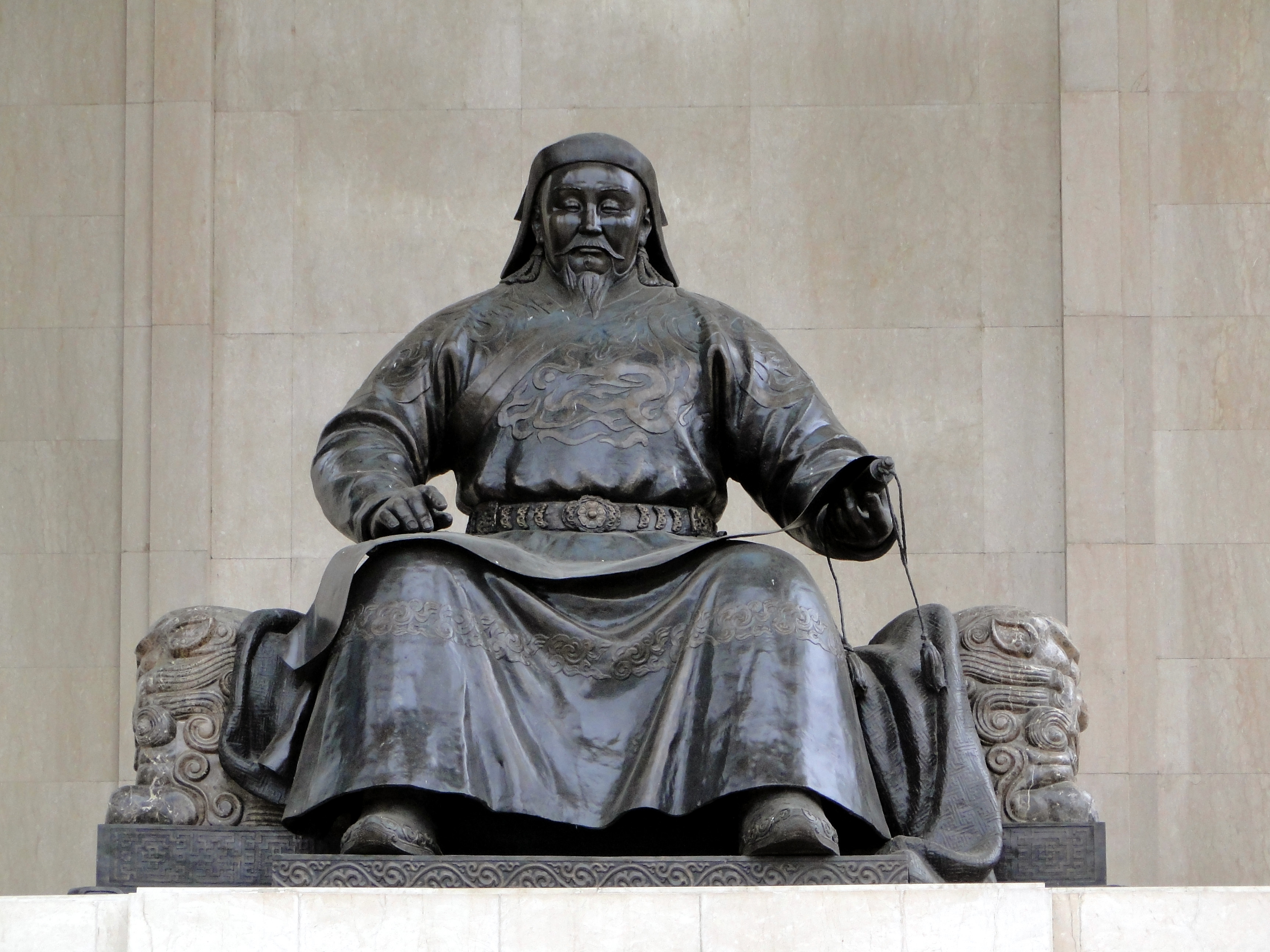
蒙古国国家宫的忽必烈汗像

元世祖忽必烈（秘史记音：中忽必來；1215年9月23日—1294年2月18日），清代乾隆帝时命改譯为呼必赉。孛儿只斤氏，元太祖成吉思汗之孫，元睿宗拖雷的第四子，母親唆鲁禾帖尼的第二子，元憲宗蒙哥的弟弟，是中国元朝的建立者及其最享負盛名的君主，其于1260年5月登基为蒙古大汗，1271年12月成为元朝皇帝，1279年3月起统治全中国，前后在位34年，作为全中国皇帝在位近15年。
忽必烈少有大志，早年獲派管理金朝故土，開始受漢文化影響，因此很早便招攬各種漢人人才，慢慢形成自己的幕僚班子「金莲川幕府」，這為後來的統治奠下基礎，多次替蒙哥南征大理、南宋。1259年蒙哥汗于南征期間驾崩，又未指定繼承人。忽必烈与阿里不哥争夺汗位继承权而引發分歧，但忽必烈獲得伊兒汗國首任统治者其弟旭烈兀為首的部分蒙古貴旋和漢臣的支持下，次年便自立为「大蒙古国皇帝」，同時彷照中原習俗正式稱帝和起用年號「中統」，並自稱「朕」，成為蒙古帝國首位使用汉制的「皇帝」称号和首位使用年號的蒙古統治者。忽必烈其時控制了漠南草原、中原、西夏故土、吐蕃、大理故土，然而並未受到宗室的廣泛承認。同时，阿里不哥亦被擁立，忽必烈便靠著中原物資花了四年打敗阿里不哥，汗位得以鞏固，但蒙古帝國從此分裂，結束了彼此間緊密的合作關係，他們不再臣服身為蒙古大汗的忽必烈。忽必烈在位期間奉行漢化，加強中央集權，徬效历代官制，修鑿運河，並興建大都，公元1268年以舉國之力再度征宋，先圍困襄陽城長達5年，期間於1271年12月18日，忽必烈改国号为“大元”，建立元朝，成为元朝首任皇帝。兩年後攻破襄陽城，忽必烈便揮軍直搗南宋首都；1276年2月4日，元军成功攻陷临安，宋恭帝奉上传国玉玺和降表，但南宋皇族和遗臣南逃，他們先後擁立了幾位皇帝继续抗元。直至1288年元朝在四川凌霄城把南宋余部消灭，此為蒙古帝國最後一次輝煌的軍事成就，但頗傷元氣，令財政負擔日益沉重，加上其晚年派元軍兩度入侵日本以及三次侵略越南均告失利，民生困苦，內部鬥爭嚴峻，埋下元朝衰退的伏筆。晚年的忽必烈先後喪妻和喪子，身心大受打擊，意志變得消沉，開始酗酒，因此終日飽受痛風症和肥胖困擾，健康狀況江河日下，最后于1294年2月18日（至元三十一年正月二十二日）在大都駕崩，享年八十歲。葬於起輦谷。死後由孫子鐵穆耳繼位，是為元成宗。
1276年2月4日，宋恭帝在降表中为忽必烈上尊号大元仁明神武皇帝。1284年1月24日，群臣为忽必烈上尊号宪天述道仁文义武大光孝皇帝。
去世后，获諡號聖德神功文武皇帝，廟號世祖，蒙古語尊號薛禪皇帝（又译为薛禪汗）。

## 生平经历

### 早期事迹

#### 出生与成长
成吉思汗十年八月二十八日（1215年9月23日），忽必烈生于漠北草原。忽必烈是成吉思汗第四子拖雷與正妻唆鲁禾帖尼所生的嫡次子（蒙哥是嫡长子，旭烈兀是嫡三子，阿里不哥是嫡四子）。忽必烈长大后，“仁明英睿，事太后至孝，尤善抚下。”忽必烈年少有大志、重视汉地的治理，早在1244年，年轻的忽必烈便招揽了搜罗了各方的文人、儒生、旧臣等，形成了一个属于自己的幕僚团。

#### 受到重用
1251年7月1日（农历辛亥年六月十一日），忽必烈長兄蒙哥经忽里台选举成为大蒙古国大汗（后于1264年被忽必烈追尊为元宪宗），在他即位后不久即任命忽必烈負責總領漠南漢地事務。忽必烈设置金莲川幕府，并在这段时间内任用了大批汉族幕僚和儒士，如劉秉忠、許衡、姚樞、郝经、张文谦、窦默、趙璧等等，并提出了“行汉法”的主张。而儒士元好问和张德辉还请求忽必烈接受“儒教大宗师”的称号，忽必烈悦而受之。忽必烈尊崇儒学，“圣度优宏，开白炳烺，好儒术，喜衣冠，崇礼让。”
1252年六月，忽必烈前往草原觐见蒙哥汗，奉命率军征云南地区的大理国，为继续进攻南宋作跳板。1253年八月，忽必烈率军从陕西出发，于1254年1月2日（农历十二月十二日）攻克大理城，國王段兴智投降，大理国灭，云南地区并入大蒙古国版图。1256年，段兴智前往漠北和林皇宫觐见蒙哥，被蒙哥任命為大理總管，子孙世襲。从1254年忽必烈奉蒙哥之命灭大理国，到1382年驻守云南的元朝梁王把匝剌瓦尔密兵败自杀、大理总管段世战败归降明军，蒙古族建立的政权统治云南地区长达128年。
1256年夏天，蒙哥以南宋扣押蒙古使者为理由，對南宋宣戰，并布置了三路大军，亲自率领西路军，以忽必烈为中路军统帅。忽必烈率军抵达河南汝南，继续向南宋进发，并派命杨惟中、郝经宣抚江淮。1259年9月3日（农历八月十五日），忽必烈统领中路军渡过淮河，攻入南宋境内，随后一路向南，在湖北开辟新的战场，进攻长江中游的鄂州。
1259年8月11日，蒙哥在四川合州的钓鱼山病逝。1259年9月19日，在四川的忽必烈异母弟末哥派来的使者向忽必烈宣布蒙哥去世的消息，并请忽必烈北归参与忽里台大会，以便争取汗位继承权。忽必烈则认为“吾奉命南来，岂可无功遽还？”于是进攻南宋，并多次获胜，但后来忽必烈的正妻察必派使者密报，阿里不哥已经派阿蓝答兒在开平附近调兵、脱里赤在燕京附近征集民兵，催促忽必烈早日北还。1259年11月17日，儒臣郝经上《班师议》，陈述必须立即退兵的理由，就此坚定了忽必烈退兵北返的决心。
忽必烈声称要进攻南宋首都临安，留大将继续对鄂州的围攻，增加对南宋的军事压力。元宪宗九年闰十一月二日（1259年12月17日），南宋丞相贾似道派使者请和，约定南宋割地求和，并且送岁币，忽必烈于是在当日撤兵北返。元宪宗九年闰十一月二十日（1260年1月4日），忽必烈率军抵达燕京（今北京市），解散了脱里赤征集的民兵，“民心大悦”。忽必烈率军在燕京近郊驻扎，度过整个冬天，并积极和诸王联络，准备在1260年春天召开庫力台大會，举行登基大典。

### 称帝建国

#### 自立为汗

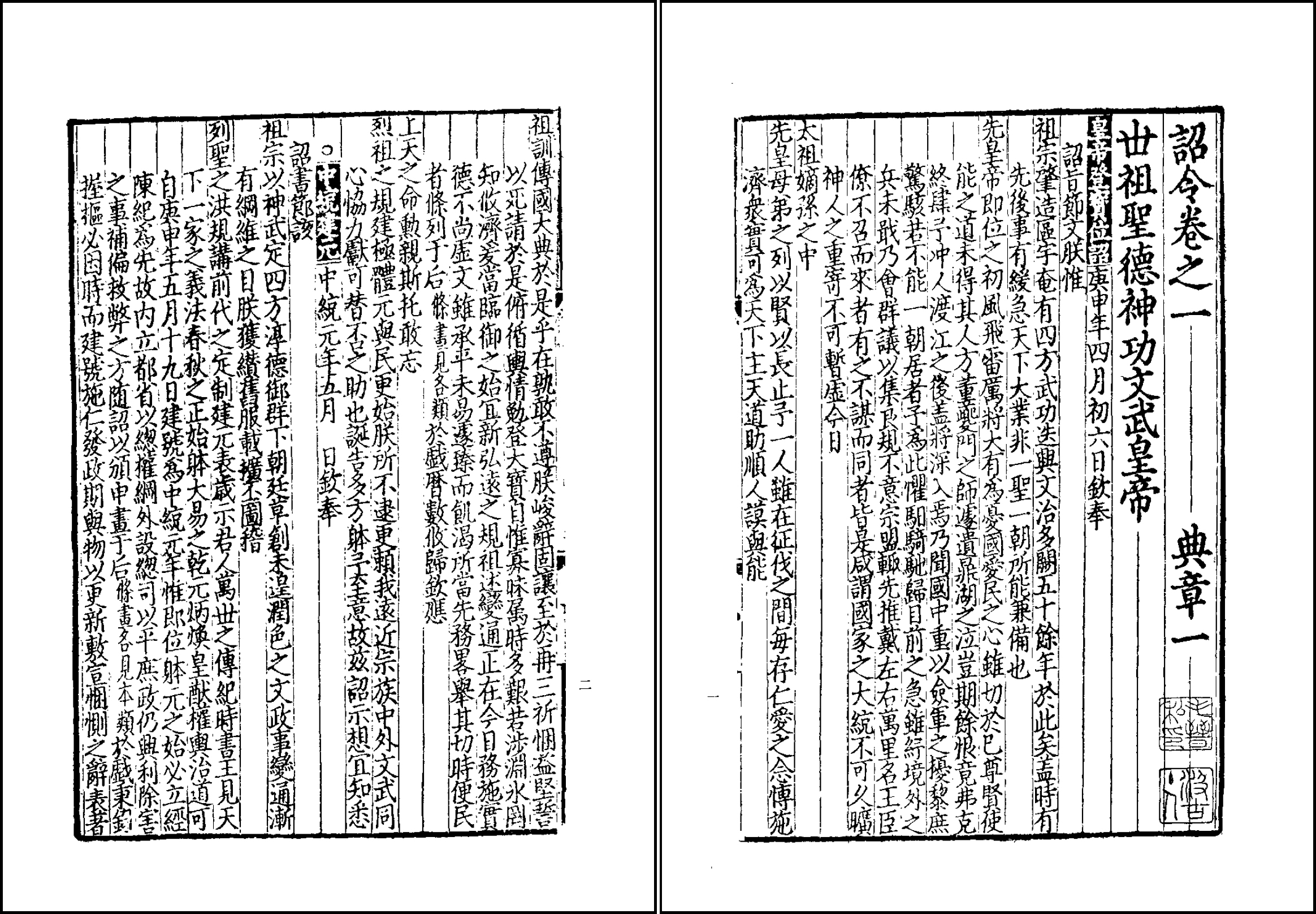
元世祖忽必烈在庚申年（1260年）农历四月发布的汉文《皇帝登宝位诏》，在即位诏书中，忽必烈自称为“朕”，称他的哥哥大蒙古国第四任大汗蒙哥（1251—1259年在位）为“先皇”。此即位诏书节选自元英宗时期元朝官修政书《大元圣政国朝典章》（简称《元典章》），台北国立故宫博物院藏元刊本之影印本。《皇帝登宝位诏》全文之后的诏书为元世祖忽必烈在中统元年（1260年）五月发布的《中统建元诏》，建年号“中统”。

庚申年三月二十四日（1260年5月5日），忽必烈在部分宗王和大臣擁立下于自己的封地开平（后称上都）自立为“大蒙古国皇帝”；庚申年四月四日（1260年5月15日），忽必烈发布称帝的即位诏书《皇帝登宝位诏》，他在诏书中自称为“朕”，称他的哥哥蒙哥（1251—1259年在位）为“先皇”，之後追尊為元宪宗。中统元年五月十九日（1260年6月29日），忽必烈发布《中统建元诏》，正式建年号“中统”。
庚申年（1260年）农历四月，其幼弟阿里不哥在哈拉和林城西按坦河（金河）亦被部分宗王和大臣拥立為大蒙古国大汗。之後忽必烈和其弟阿里不哥為爭奪汗位展開交戰，双方战争时断时续，一共持续了四年之久。由於忽必烈在自立为汗時，又称汉文的“皇帝”，以招揽汉族知识分子归心，果然有一部分汉族的知识分子对此表示赞许，赞美忽必烈：“既以正立，一时豪杰云从景附，全制本国，奄有中夏，挟辅辽右、白霫、乐浪、玄菟、秽貊、朝鲜，面左燕云、常代，控引西夏、秦陇、吐蕃、云南，则玉烛金瓯，未为玷缺。藩墙不穴，根本强固，倍半于金源，五倍于契丹。”
1260年忽必烈称帝后，控制了漠南草原，以及原金朝和西夏故地、吐蕃、云南、西域东部等地区，对阿里不哥实施经济控制。阿里不哥控制的则是漠北草原和西域西北部地区，面对匮乏的物资最终无以为继。1264年忽必烈最终迫使阿里不哥投降，完全控制蒙古帝国的东部、原本属于大汗直辖领地的大部分地区。阿里不哥归降忽必烈后，忽必烈赦免了他和跟随的诸王，只是处死了他的众多谋臣，但此後諸西道汗國已然分立。阿里不哥失败后郁郁寡欢，于1266年去世。
1264年8月21日（中统五年七月二十八日）阿里不哥投降后，忽必烈实际管辖的政治版圖包括（古今地名对照）：中原地区（位于长城以南、秦岭淮河以北）、东北地区（包括整个黑龙江流域）、朝鲜半岛北部、蒙古草原全境（漠南和漠北，内外蒙古等地），西伯利亚南部地区、西域大部分地区（今新疆東部和南部）、吐蕃地区（青藏高原，包括今青海、西藏、四川西部等藏区）、以及云南地区等地。
至元元年八月十六日（1264年9月7日），忽必烈发布《至元改元诏》，取《易经》“至哉坤元”之义，改“中统五年”为“至元元年”。

#### 完善官制
庚申年四月初一日（1260年5月12日），忽必烈立中书省，以中书省为最高行政机关，行使宰相职权，以王文統为平章政事，张文谦为中书左丞。
中统四年五月六日（1263年6月13日），忽必烈立枢密院，以枢密院为中央最高军事管理机关，以燕王真金守中书令，兼判枢密院事。
至元元年（1264年），忽必烈立总制院，以总制院统领全国宗教事务并管辖吐蕃地区，以国师八思巴领之。至元二十五年（1288年），尚书省右丞相桑哥认为总制院职责重大，故向忽必烈奏请根据唐朝时期在宣政殿接待吐蕃使者的缘故，改名为宣政院。忽必烈同意，并任命桑哥和脱因为宣政院使。
至元五年七月四日（1268年8月13日），忽必烈立御史台，以御史台为最高监察机关，以右丞相塔察兒为御史大夫，以張雄飛为侍御史。

#### 建号大元
至元八年十一月十五日（1271年12月18日），因劉秉忠之勸，忽必烈发布《建国号诏》，取《易经》“大哉乾元”之义，将国号变为“大元”（仅漢語，蒙古語称为“大元大蒙古国”），其自身亦从大蒙古国皇帝（大汗）变为元朝皇帝，元朝正式建立。

#### 统一中国

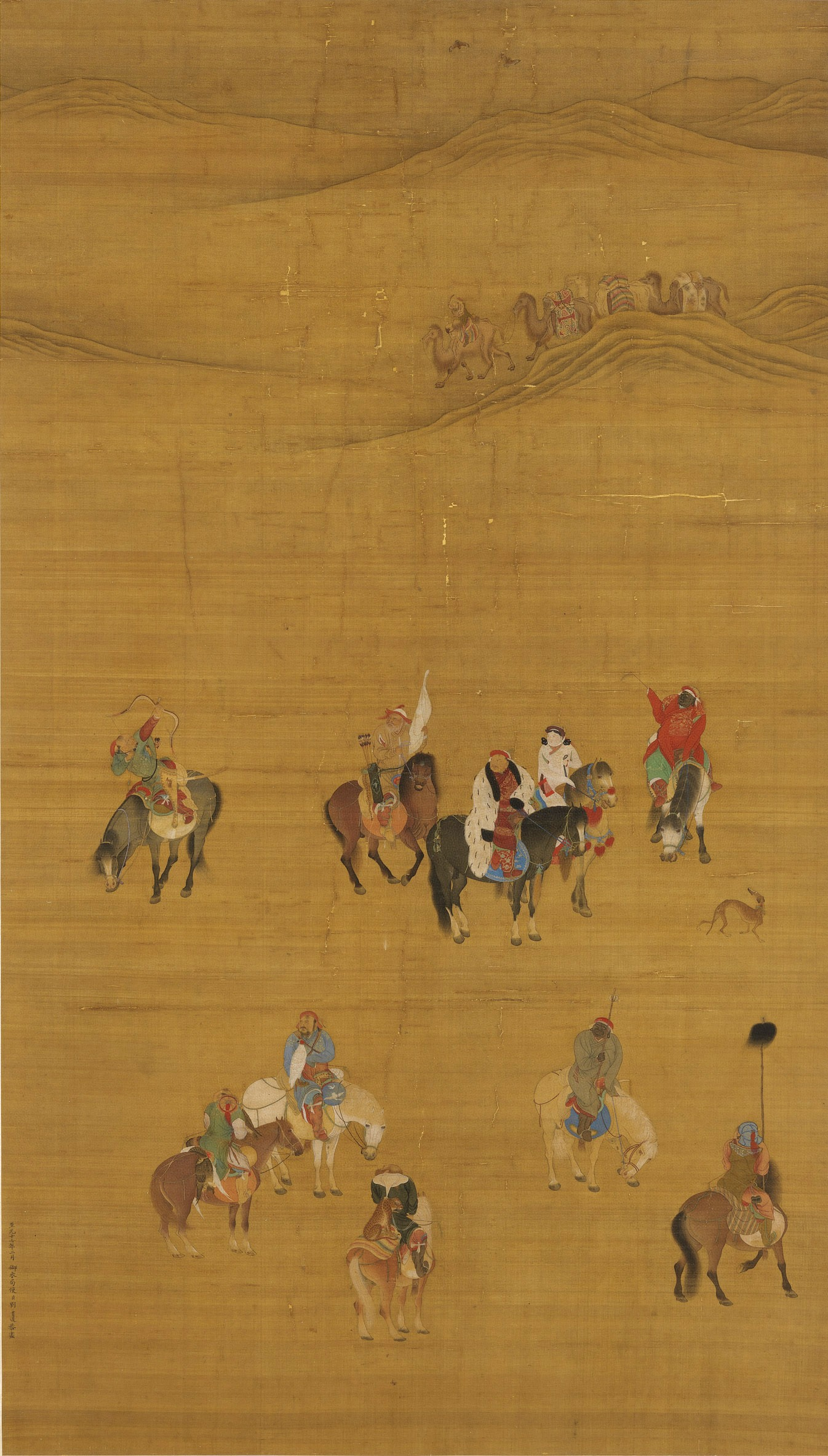
元朝画家刘贯道于至元十七年（1280年）二月绘制的《元世祖出猎图》，其中骑著黑马、身穿白裘的男子是元世祖忽必烈。

元军延续自1268年秋天以来的攻势继续围困襄阳，将襄阳和樊城分隔开来，至元十年正月九日（1273年1月29日），在回回炮的助攻下，元军将领阿里海牙攻克樊城，襄阳彻底成为孤城，元世祖降诏谕襄阳守将吕文焕，阿里海牙亲自到城下劝降吕文焕，保证吕文焕和城中军民的安全，吕文焕犹疑未决。于是阿里海牙和吕文焕折箭为誓担保，吕文焕感泣，至元十年二月二十四日（1273年3月14日），吕文焕和儿子出城投降，归顺元朝。元军经过接近五年時间包围，最终取得襄阳。但是以後的进展则相当顺利。
至元十一年六月十五日（1274年7月20日），忽必烈向行中书省及蒙古、汉军万户千户军士发布问罪于宋的诏书《兴师征南诏》。
至元十一年（1274年）农历七月，忽必烈发布《下江南檄》，派伯颜统率大军讨伐南宋，并告诫伯颜要学习曹彬不杀平江南。伯颜后来取临安，的确做到了忽必烈的要求。
至元十三年正月十八日（1276年2月4日），伯颜率领大军攻陷南宋首都临安（今杭州），宋恭帝派遣使者给元军统帅伯颜奉上传国玉玺和降表，宋恭帝方面在降表中为忽必烈上尊号大元仁明神武皇帝，元军俘虏5岁的宋恭帝和谢太皇太后，以及南宋宗室和大臣，大致上灭了南宋。
至元十三年二月十一日（1276年2月27日），忽必烈发布《归附安民诏》，诏谕江南一带新附府州司县官吏士民军卒人等，稳定江南社会秩序，安定江南士人和百姓之心。
逃离临安的部分大臣陆秀夫等人，先后扶持宋端宗，宋帝昺，建立海上流亡政权，在东南沿海一带继续和元军对抗。至元十六年二月六日（1279年3月19日），在厓山海战中，元军将领張弘範击败南宋海军，南宋丞相陆秀夫挟8岁的小皇帝“宋帝昺”跳海而死，不少後宮和大臣亦相繼跳海自殺。《宋史》記載七日後，十餘萬具屍體浮海。南宋残余的最后一支抵抗力量选择了惨烈的终结，至此，元朝统一海内，结束了中国自安史之乱以来520多年的分裂局面。

#### 晚年及逝世

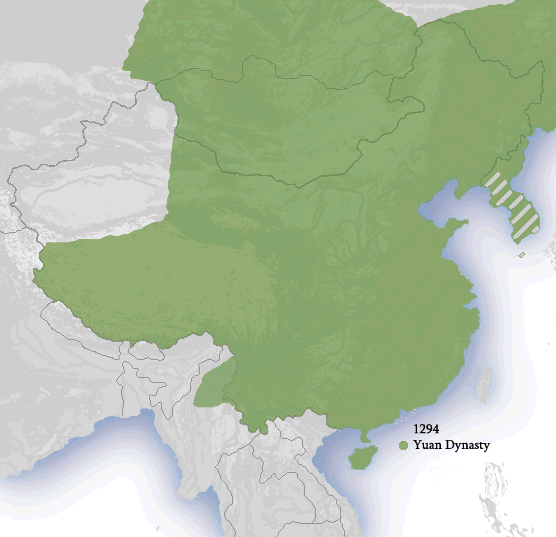
1294年元朝疆域

1281年3月20日，忽必烈愛妻察必皇后去世。1286年1月5日，皇太子真金去世，连续几年的时间里，爱妻和爱子的先后去世，使忽必烈悲痛不已。此外，忽必烈晚年飽受肥胖與痛風病痛之苦。過度飲酒也损害了他的健康。
至元三十一年正月二十二日（1294年2月18日），忽必烈於大都皇宮紫檀殿去世，享壽80岁，在位三十五年。忽必烈葬于起辇谷。
忽必烈去世后，在顾命大臣伯颜等人的拥戴下，其孙铁穆耳于1294年5月10日在上都继承皇位，是为元成宗。1303年，元成宗与西北诸王达成和议，西北的四大汗国重新承认元朝的宗主国地位。

## 蒙古帝国的分裂

### 四大汗国的形成
1260年忽必烈和阿里不哥引發内战争位，导致蒙古帝国表面上维持统一，但实际情勢已经走向分裂，帝国西部為四大汗国实际控制，而帝国东部為忽必烈实际控制。趁着忽必烈和阿里不哥的内战，西北地区的钦察汗国、察合台汗国、窝阔台汗国纷纷自立，此时尚在西亚进行西征的旭烈兀也准备自帝一方，不论忽必烈还是阿里不哥都只得到一部分宗王支持，没有召开成吉思汗四子的嫡系后裔参加「忽里勒臺」（決定繼承人的大會），由于忽必烈不被广泛承认，于是忽必烈将大汗在西亚的直辖地（阿姆河以西直到埃及边境）封给旭烈兀，换取旭烈兀的支持，之后旭烈兀建立伊儿汗国，儘管事实上旭烈兀留在西亚，由此忽必烈没办法多做介入，但忽必烈给了旭烈兀统治的合法性。而忽必烈将大汗在中亚的直辖地（阿尔泰山以西直到阿姆河的农耕和城郭地区）封给察合台汗阿鲁忽，换取阿鲁忽的支持。而钦察汗国早在元定宗贵由和元宪宗蒙哥统治时期已经取得实际上基本独立的地位。

### 后蒙古时期的黄金家族内战
1264年8月21日，阿里不哥向忽必烈投降。胜利之后忽必烈立即向各系兀鲁思派去急使，召他们东赴蒙古草原，重新召开忽里台大会。忽必烈重开忽里台的目的，是因为考虑到中统元年三月二十四日仓促即位于开平，没有四大兀鲁思的代表参加，不符合成吉思汗的扎撒（蒙古语“军律”、“法规”之意），故而准备依照传统惯例，在祖先发祥地斡难——怯绿涟之域召开由各系宗王参加的忽里台，重新确立自己的大汗地位，并借这次大会扼制帝国分裂的趋势。
钦察汗别儿哥、察合台汗阿鲁忽和伊兒汗旭烈兀（忽必烈之弟）一致同意东来赴会。元世祖也向窝阔台汗海都派去了急使，但海都拒绝前来。当然，这次原定于至元四年（1267年）召开的忽里台没能如约举行，主要是因为各汗国之间随后爆发战争，以及在此后一年多时间里原本同意参加忽里台的阿鲁忽、旭烈兀、别儿哥三位汗王先后去世（旭烈兀1265年去世，别儿哥、阿鲁忽1266年去世，他们不可能参加1267年的忽里台）。但窝阔台汗海都的抗命已经明白无误地表明了分裂意图，忽必烈声称的大汗之位未获公认，成吉思汗及窝阔台汗创立的蒙古帝国处于分崩离析的边缘。
1269年，钦察汗国、窝阔台汗国与察合台汗国召开塔拉斯河庫里爾台大會，达成了协议，共同反对拖雷家族控制的大汗直辖地（即忽必烈的实际控制区）和伊儿汗国（旭烈兀家族控制区，忽必烈的唯一支持者），并协议划分了各自在阿姆河以北地区的势力范围。塔拉斯河庫里爾台大會标志着大蒙古国的实质分裂和解体，从此察合台汗国和窝阔台汗国脱离了大蒙古国，与掌控蒙古帝国东部的拖雷系家族分头發展。察合台汗国和窝阔台汗国对此后数十年中亚和西亚历史的发展产生了深远的影响。
窝阔台汗海都一直和忽必烈敵對，企图确立自己为大汗之位的继承人。终元世祖忽必烈一朝，元朝和窝阔台汗国、察合台汗国征战不休，直到元成宗时期才彻底解决西北问题。

## 政治成就

### 由大蒙古国过渡到元朝
大蒙古国时期的历任大汗，虽然经由对辽、金故地的征服，与汉文明一直有接触，也往往对汉文化表示接纳，蒙古贵族却大多数反对建立一个汉式的政府；忽必烈对其在汉地的领地则相当重视，并且花费了时间去了解汉人的治国思想和儒家文化，最终以自己的领地开平为中心，建立起了一个汉式的行政中心，其后忽必烈在试图争取整个蒙古帝国统治权的同时，一直没有放弃尝试让汉人接受他作为一个中国皇帝，并为此做了一系列汉化努力。

#### 建立太庙
忽必烈赢取汉人接受其统治的第一个措施便是效仿汉人的典章制度，将“大蒙古国”的历史和皇族“汉化”，其中一个显著做法就是建立太庙，按照中原王朝的传统为大蒙古国的历任大汗确立庙号，追尊谥号。
- 中统四年（1263年）农历三月，忽必烈下诏在燕京（后来改称大都）建立太庙。至元元年（1264年）十月，初定太庙七室神主。
- 至元二年农历十月十四日（1265年11月23日），忽必烈祭祀太庙，为皇祖成吉思汗上庙号太祖。
- 至元三年（1266年）九月，太庙始作八室神主。十月，太庙建成。丞相安童、伯颜建议制定尊谥庙号，忽必烈命平章政事趙璧等集议，制尊谥庙号，定为八室，为大蒙古国的前四位帝王铁木真（元太祖）[41]、窝阔台（元太宗）、贵由（元定宗）、蒙哥（元宪宗）上庙号和谥号，[42]为他们的皇后上谥号；并追尊也速该等人为皇帝，也为他们上庙号和谥号，并为其父拖雷（已经于1251年被追尊为皇帝[43]）改谥号为景襄皇帝，并将他们四人的正妻追谥为皇后，也上谥号。[42]太庙八室，这八位和他们的妻子的神主各居一室。

这些做法有效地吸引了汉族谋士和儒生参与忽必烈的新政权，《剑桥中国史——辽西夏金元》认为，这一系列做法极大地帮助忽必烈巩固了蒙古族政权在汉地的统治。

#### 定都大都

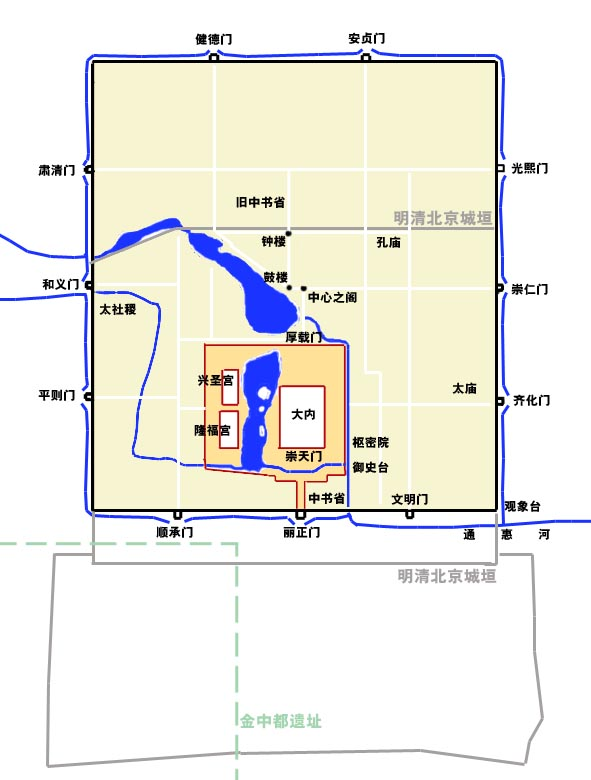
元大都平面布局地图，左下角为金中都旧城。

蒙古帝国的首都，大汗的汗庭处于蒙古高原上的哈拉和林。忽必烈掌控蒙古帝国东部以后，逐步建立了两都制，并最终定都大都，将政权的统治中心移到了汉地文化更加发达的地区，有利于取得汉族谋士和蒙古贵族之间的平衡。
1215年5月31日，成吉思汗率大军攻克金中都（今北京市）。1217年，太师、国王木华黎改中都为燕京。燕京即为后来两都制中的中都。
1256年，忽必烈命刘秉忠在开平（今中国内蒙古自治区锡林郭勒盟正蓝旗多伦县西北闪电河畔）建立王府，忽必烈在此建立了著名的“金莲川幕府”。中统四年五月九日（1263年6月16日），忽必烈下诏升开平府为上都。
中统五年八月十四日（1264年9月5日），忽必烈发布《建国都诏》，改燕京（今北京市）为中都，定为陪都，两都制正式形成。
至元四年正月三十日（1267年2月25日），忽必烈由上都迁都到中都，定中都为首都，忽必烈迁都中都后，居住于中都城外的金代离宫——大宁宫内，并随即在中都的东北部，以大宁宫所在的琼华岛为中心开始了新宫殿和都城的规划兴建工作，上都成为陪都。
至元九年二月三日（1272年3月4日），忽必烈将中都改名为大都（突厥语称汗八里，帝都之意），元大都包括南城（金中都旧城）和北城（元大都新城），两者的城墙“仅隔一水”。
至元十一年正月初一（1274年2月9日），宫阙告成，元世祖忽必烈首次在大都皇宫正殿大明殿举行朝会，接受皇太子、诸王、百官以及高丽国王王禃所派使节的朝贺。

#### 颁定律法
至元二十八年五月二十一日（1291年6月18日），忽必烈下诏颁布元朝第一部全国性的法律典籍《至元新格》。

### 开疆拓土与对外战争

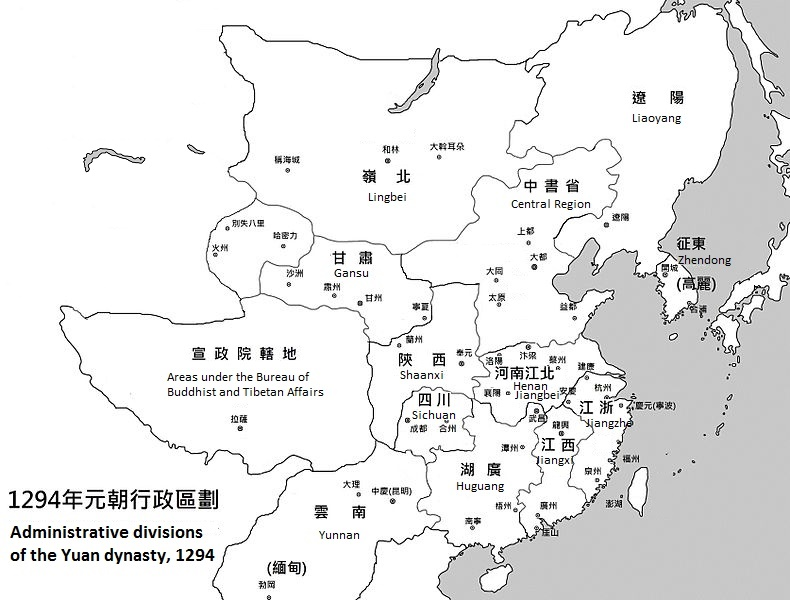
1294年元朝疆域

忽必烈统一中国后，元朝疆域空前辽阔。“自封建变为郡县，有天下者，汉、隋、唐、宋为盛，然幅员之广，咸不逮元。汉梗于北狄，隋不能服东夷，唐患在西戎，宋患常在西北。若元，则起朔漠，并西域，平西夏，灭女真，臣高丽，定南诏，遂下江南，而天下为一，故其地北逾阴山，西极流沙，东尽辽左，南越海表。盖汉东西九千三百二里，南北一万三千三百六十八里，唐东西九千五百一十一里，南北一万六千九百一十八里，元东南所至不下汉、唐，而西北则过之，有难以里数限者矣。”
“盖岭北、辽阳与甘肃、四川、云南、湖广之边，唐所谓羁縻之州，往往在是，今皆赋役之，比于内地；而高丽守东藩，执臣礼惟谨，亦古所未见。”
元世祖至元十七年（1280年）元朝的疆域范围：东北至外兴安岭、鄂霍次克海、日本海，包括库页岛，并到达朝鲜半岛中部的铁岭和慈悲岭一带，北到西伯利亚南部（谭其骧版地图认为北到北冰洋），到达贝加尔湖以北的鄂毕河和叶尼塞河上游地区，西北至今新疆大部分地区，西南包括今西藏、云南、以及缅甸北部，南到南海，东南到达东海中的澎湖列岛。

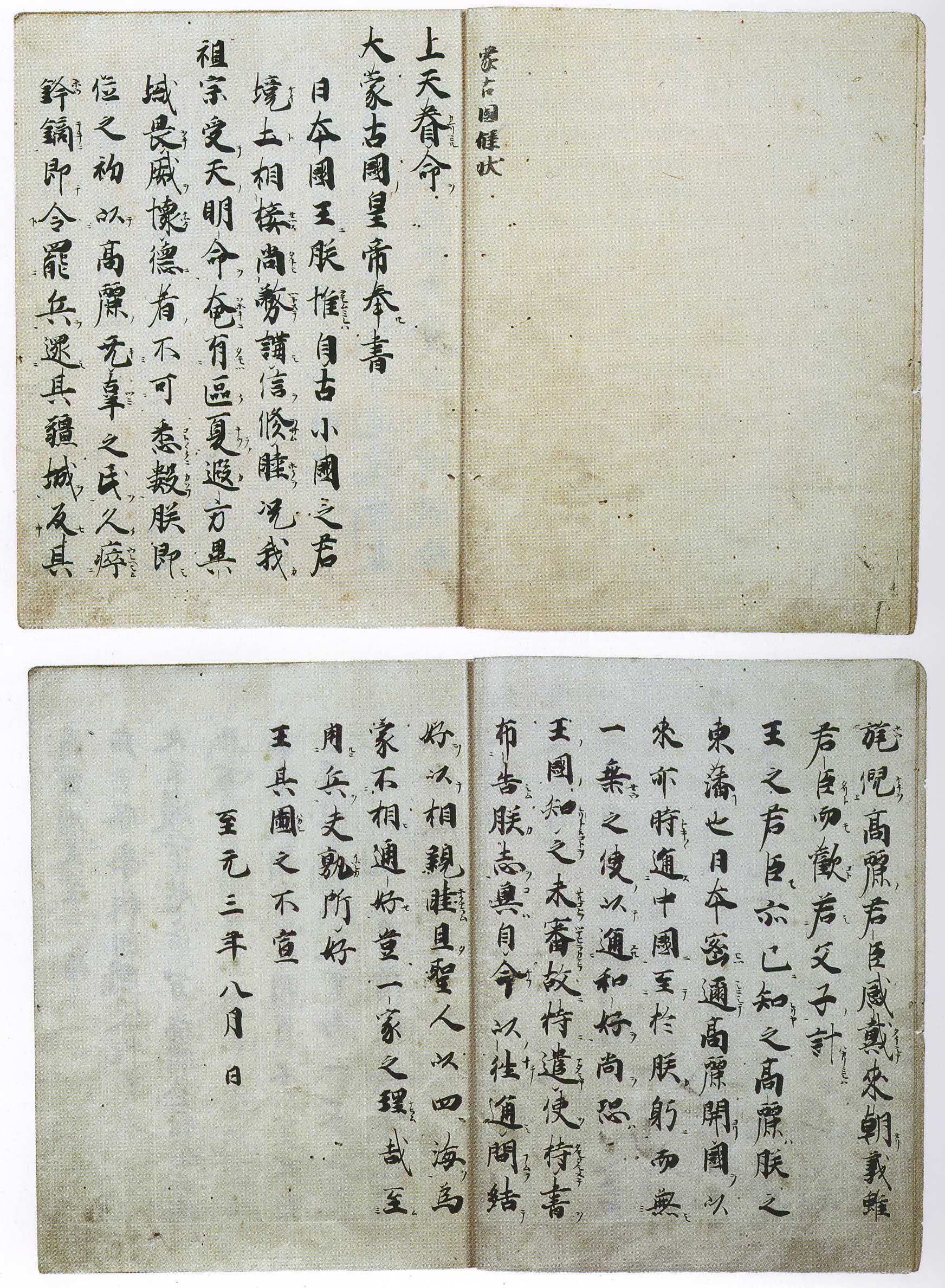
至元三年（1266年），忽必烈给日本的国书，在国书中，忽必烈在国书开头自称“大蒙古国皇帝”，在后面的内容中，自称为“朕”，此时距离他1271年将汉文国号“大蒙古国”改为“大元”，还有5年时间。这是1268年的复制品，现藏于日本東大寺尊胜院，被称为“蒙古国牒状”-‘调伏异朝怨敌抄’。

在灭南宋前后，元朝朝廷曾要求周边一些国家或地区（包括日本、安南、占城、缅甸、爪哇、琉求國）臣服，接受与元朝的朝贡关系，但遭到拒绝，故派遣军队进攻攻打这些国家，例如緬甸蒲甘王朝拒絕朝貢，元軍入侵蒲甘並攻破蒲甘城，令缅甸臣服於元朝。其中以入侵日本国最为著名，也最惨烈。
忽必烈在位时期和中亚的察合台汗国，窝阔台汗国多次交战，双方互有胜负，1289年，窝阔台汗国夺取元朝控制下的新疆南部塔里木盆地大部分地区，元朝只控制塔里木盆地东部的且末、焉耆等地区。终忽必烈一朝，元朝始终控制新疆北部的别失八里（今乌鲁木齐东北）一带和新疆东部的吐鲁番、哈密等地。
对日战争
至元十一年（1274年）元军發動第一次侵日戰爭，日本史書稱之為“文永之役”，以三萬二千餘人，東征日本。至元十八年（1281年）七月，忽必烈又發動第二次侵日戰爭，史稱“弘安之役”，由范文虎、李庭率江南軍十餘萬人，到達壹岐、志賀二島，卻碰到颱風，溺死近半。通常认为台风（日本人称之为“神风”）是这两次征日造成失败的最大原因。亦有观点认为，忽必烈担心归附军的忠诚，故而借东征日本而一举消除隐患。

### 重修京杭大运河
开凿背景

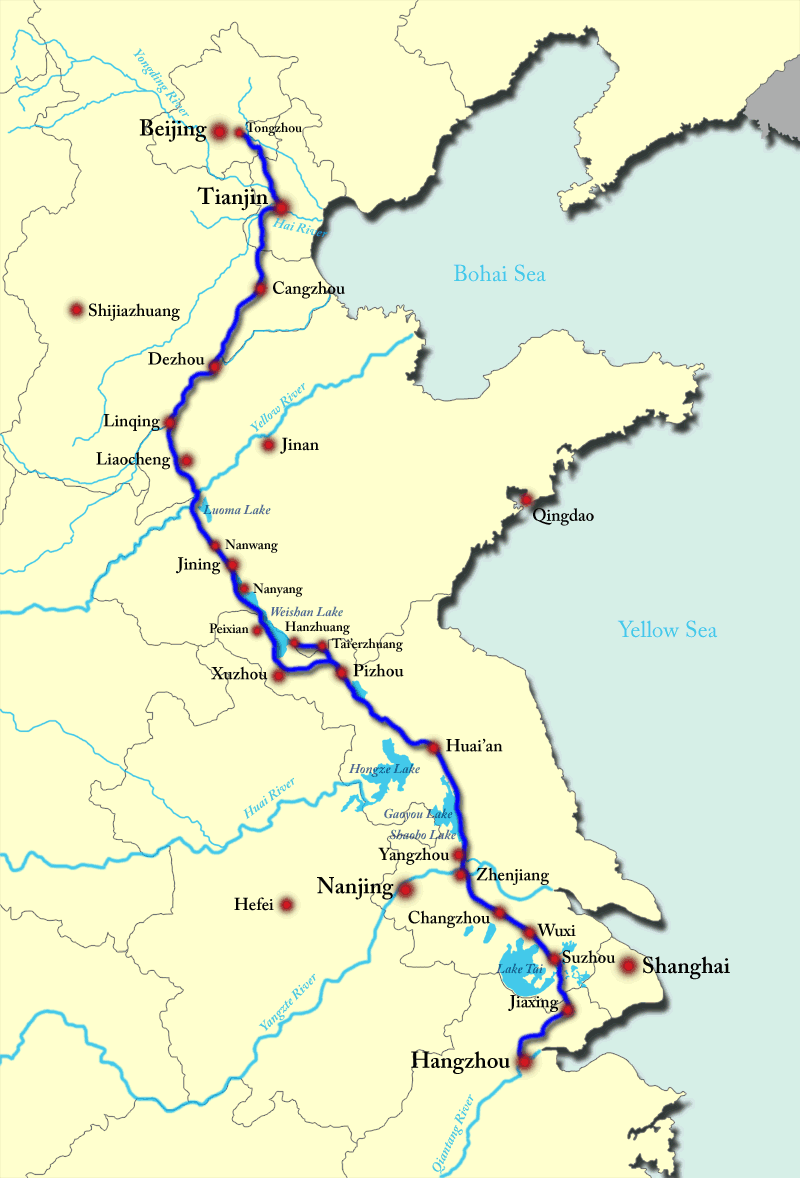
现今的京杭大运河路线图，京杭大运河南起杭州，北至北京（元朝称为大都），沟通了海河、黄河、淮河、长江和钱塘江五大水系，全长1794公里，和元朝时期的京杭大运河路线基本一致，运河的山东段和北京段基本为元朝时期开凿

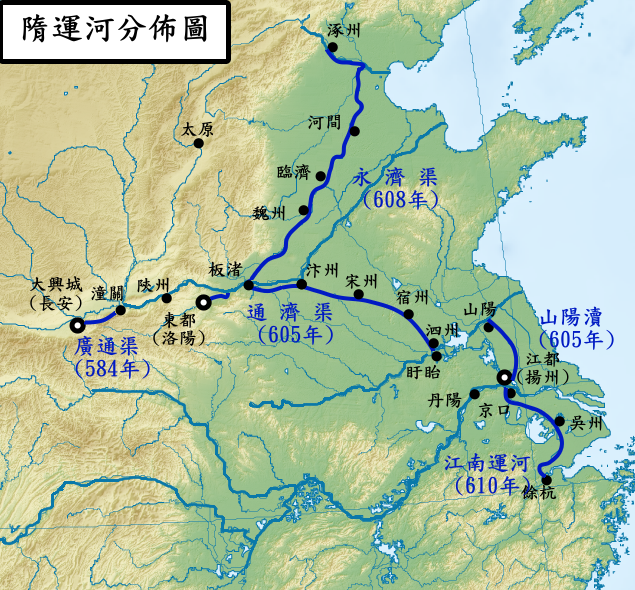
隋朝南北大运河，以東都洛陽為中心，西沿廣通渠達大興城長安，北由永濟渠達涿州、南經通濟渠、山陽瀆和江南運河達江都、餘杭。元朝京杭大运河比隋朝南北大运河缩短了900多公里，大大缩短了从北京到杭州的水路距离。

元朝统一全国后，元大都成为全国的政治中心和军事中心，而经济中心仍在江南。“元都于燕，去江南极远，而百司庶府之繁，卫士编民之众，无不仰给于江南。”大都需要的粮食和其他物资，主要通过隋朝修成的南北大运河北运，这条运河在海河和淮河之间的一段，是以洛阳为中心向东北和东南伸展的。要从江南运送物资到大都，迂回曲折，需要水陆并用，极其不便，为了避免绕道洛阳，元朝政府决定裁弯取直，开凿新的运河，缩短江南和大都的水路距离，
从元大都到江南产粮区，大部分地方都有水道可通，只有济州和临清之间、通州和大都之间，没有便捷的水道相通。
元朝在山东境内开凿了济州河和会通河，把济州和临清连接起来，又在北京境内开凿了坝河和通惠河，把通州和大都之间连接起来。从而使得南起杭州，北至大都的京杭大运河得以全线贯通。
济州河
济州河，元朝政府开凿的沟通泗水（今泗河）和汶水（今汶河）的运河。至元十八年（1281年）开工，至元二十年八月二十六日（1283年9月18日）凿成。
这条运河南起南起济宁路济州（今山东济宁）东南之鲁桥镇，北到东平路须城县（今山东东平）西南之安山，全长150余里。
会通河
济州河完工后，元朝政府又开凿了一条沟通汶水（今汶河）和御河（今卫河）的运河，至元二十六年正月十九日（1289年2月10日）开工，至元二十六年六月初四（1289年6月22日）凿成，至元二十六年七月初四日（1289年7月22日），忽必烈赐名“会通河”。
这条运河南起东平路须城县（今山东东平）西南之安山，经寿张（今山东梁山西北）西北至东昌路（今山东聊城），又西北至于临清（今山东临清），达于御河，全长250余里。
坝河
至元十六年（1279年），元朝政府开凿坝河作为运粮河。
这条运河西起大都光熙门（今北京东直门北面，当年这里是主要粮仓所在地），向东到通州城北，接温榆河，全长40余里。
后来因坝河水源不足，水道不畅，元朝又开凿了通惠河。
通惠河
至元二十九年（1292年）正月开工，至元三十年（1293年）七月凿成，此运河凿成后不久，至元三十年七月二十三日（1293年8月26日），忽必烈从上都返回大都，路经积水潭，看到“舳舻敝水”，非常高兴，赐名“通惠河”。
这条运河由负责水利的都水监、元朝大科学家郭守敬主持。从昌平县白浮村引神山泉，西折南转，连通数条河流后，至西水门进入大都，南汇为积水潭，然后经大都皇城东侧南流，东南出文明门（今北京崇文门北），东至通州高丽庄入白河，全长164里。
通惠河建成后，京杭大运河全线贯通，从江南杭州来的大批漕船可直达大都城内的积水潭。积水潭成了繁华的河运码头，元大都成为内陆港。 另外，海运至通州的漕粮也可经通惠河直达大都。
南北交流加強
京杭大运河的开通，出色地解决了“南粮北运”问题，元朝后期，“岁运米至京者五百万石。”
元朝新运河的开凿为南北物资的流动提供了重要条件，有力地促进了南北经济文化的交流，成为陆地上最重要的南北交通大动脉，它的修通同时带动了运河沿岸地区的社会经济发展。
京杭大运河，沟通了海河、黄河、淮河、长江和钱塘江五大水系，全长1794公里。元朝京杭大运河比隋朝南北大运河缩短了900多公里，大大缩短了从北京到杭州的水路距离。

## 尊諡廟號
尊号宪天述道仁文义武大光孝皇帝，于至元二十一年正月初六日（1284年1月24日），由右丞相和礼霍孙率百官奉玉册玉宝，为忽必烈奉上，诸王百官朝贺如朔旦仪，大赦天下。
諡號聖德神功文武皇帝，于至元三十一年五月初九日（1294年6月3日）忽必烈的继任者元成宗所上，并为其议定廟號世祖，蒙古语尊号薛禪汗，汉文写作薛禪皇帝。
《世祖皇帝谥册文》，内容如下：

维至元三十一年、岁次甲午、五月庚戌朔、越九日戊午。孝孙嗣皇帝臣某，再拜稽首言：

臣闻继志述事，非尽孝无以致其诚；表行诔功，非定谥无以称其实。肆邦彝之具举，维天道之协从。钦惟先皇帝膺箓受图，体元立统，蚤从藩邸，茂著徽称。为治之基有常，经国之略则远。役用众智，独断于衷；总揽万机，如指诸掌。内朝廷，外侯牧，等威迭降，罔不适中；先教化，后刑名，本末相循，亦皆有序。在御迨逾于三纪，推尊合冠于百王。若夫惠及困穷，恩加降附。慎终如始，每存好仁之心；保小以仁，特示包荒之量。扩盛猷之鸿鬯，沛膏泽之醇醲。方其泰运渐亨，戢济多难，离纲复缀，混一四方。传檄而氛祲开。涣号而方维定。乾旋坤转，不足以喻其机；雷厉风飞，不足以比其捷。至于嘉言博采，惟典谟训诰是师；诸艺毕延，尽阴阳图纬之学。考音律以创字画，参古今以制礼仪。振耀威灵，肃陈兵卫。白旄黄钺，时则亲巡；犀甲雕弧，止于不用。其圣德弗可及已，神功蔑以尚焉。盖文之所加者深，武之所服者大。是用升崇吉祔，揆卜刚辰。谨遣摄太尉臣兀都带奉册宝，上尊谥曰圣德神功文武皇帝，庙号世祖。
   
伏惟睿灵，俯垂昭鉴。思皇多祜，锡羡无疆。

## 世祖实录
至元三十一年六月二十五日（1294年7月19日），元成宗诏翰林国史院修《世祖实录》，以完泽监修国史。
元贞元年六月十一日（1295年7月24日），翰林承旨董文用等向元成宗进呈《世祖实录》，包括《世祖皇帝实录》210卷，《事目》54卷，《圣训》6卷，总计270卷。明朝初年史官修《元史》，参照实录修成《世祖本纪》14卷，为《二十六史》中篇幅最长的本纪。《世祖实录》今已失传，其主干内容保存在《世祖本纪》中。
董文用等《进实录表》，内容如下：
典谟述尧舜之功，令名显著；方册布文武之政，义问宣昭。粤自汉、隋，及夫唐、宋，咸有信史，以贻后来。况大业丰功，震今耀古，惟深善述，首议丕扬。

洪惟世祖皇帝仁孝英明，睿谋果断。爰从潜邸，有志斯民，植根干而佐理皇纲，聘耆德而讲明治道。始平大理，再驾长江，过化存神，有征无战。迨其龙飞滦水，鼎定大都，革弊政以维新，扩同仁而一视。规模宏远，朝野清明。内则肇建宗祧，创设台省，修举政令，登崇俊良；外则整治师徒，申严边将，布扬威德，柔服蛮荒。加以圣无不通，明靡不烛，守之以勤俭朴素，养之以慈惠雍和。收揽权纲，综核名实，赏罚公而不滥，号令出以惟行。万汇连茹，群雄入彀，削平下土，统正中邦。慕义向风，声教实朔南之暨；梯山航海，职贡无遐迩之殊。方且开学校而劝农桑，考制度而兴礼乐。国号体乾坤之统，书画焕奎壁之文。罄所有而酬战功，不待计而救民乏。听言择善，明德缓刑。钦福锡民，遇灾知惧。得《洪范》惟皇之理，过周宣修政之勤。以致时和岁丰，民安吏职。盖帝德克周于广运，故至公均被以无方。可谓文致太平，武定乱略，继一祖四宗之志，兼三皇五帝之功。开天立极者三十五年，立经陈纪者二万余事。以谦让弗遑于备纪，故纂修未至于成书。

钦遇皇帝陛下寅绍诒谋，厉精图治，亟鉴观于成宪，思遹骏于先声，深诏下臣，俾为《实录》。宅心宗祏，凝孝羹墙，开馆局而增置官僚，敕群司而大紬图籍。编摩既富，搜访加详，采摭于时政之编，参取于起居之注。张皇初稿，增未见于罕闻；承奉纶音，俾蠲繁而就简。俯殚管见，仰体宸衷，尽略虚文，一存实事。其飨会征伐，文物典章，粲焉列三代之英，蔚尔开万世之业。与夫才德孝廉之士，忠良奸佞之臣，版图生齿之繁，财赋畜牧之盛，谨依条据，粗致无遗。今具所修成《世祖皇帝实录》二百一十卷，《事目》五十四卷，《圣训》六卷，凡二百七十卷，谨缮写为二百七十帙，用黄绫夹复封全，随表上进。臣等忝备台司，幸膺盛典。顾惟载笔，才何有于三长；勉进芜辞，虑庶几于一得。冒渎圣听，不胜惊惶。

## 家庭

### 父母
父母
- 父亲：拖雷，1227年—1229年帝位空缺时担任大蒙古国监国，1232年去世。1251年元宪宗蒙哥登基后追尊拖雷为皇帝，为拖雷上庙号睿宗，谥号英武皇帝，1266年元世祖忽必烈改谥为景襄皇帝，1310年元武宗海山加谥为仁圣景襄皇帝。
- 母亲：唆鲁禾帖尼，是蒙哥、忽必烈、旭烈兀、阿里不哥四人的生母，1251年元宪宗蒙哥登基后尊为皇太后，1252年去世。1266年元世祖上谥号庄圣皇后，1310年元武宗海山加谥为显懿庄圣皇后。她的四个儿子皆曾称帝，被后世史学家尊称为“四帝之母”。

### 兄弟姐妹
兄弟
- 大哥：蒙哥，唆鲁禾帖尼所生，元宪宗，1251年—1259年为第四位大蒙古国皇帝（蒙古帝国大汗）。1266年元世祖忽必烈为蒙哥上庙号宪宗，谥号桓肃皇帝。
- 二哥：忽睹都
- 三哥和五弟失其名。
- 六弟：旭烈兀，唆鲁禾帖尼所生，奉蒙哥之命统率大军进行第三次蒙古西征，远征西亚，战功卓著，伊儿汗国建立者。
- 七弟：阿里不哥，唆鲁禾帖尼所生，1260年—1264年和忽必烈争位，1264年归降忽必烈。
- 八弟：拨绰（不者克）
- 九弟：末哥
- 十弟：岁哥都
- 十一弟：雪别台

姐妹
- 赵国公主 薛不罕下嫁聂古得、察忽
- 鲁国公主 也速不花下嫁斡陈
- 鲁国公主 薛只干下嫁纳陈（斡陈的弟弟）
- 独木干公主。镇国薨，子聂古台袭爵，尚睿宗女独木干公主，略地江淮，薨于军，赐兴州民千余户，给其葬。

### 妻妾
妻妾
- 大斡耳朵：
  - 大皇后帖古伦
- 第二斡耳朵：
  - 察必皇后，弘吉列氏，1260年立为皇后，1281年去世。
  - 南必皇后，弘吉列氏，1283年立为皇后。
- 第三斡耳朵：
  - 塔剌海皇后
  - 奴罕皇后
- 第四斡耳朵：
  - 伯要兀真皇后
  - 阔阔伦皇后
- 斡耳朵不详：
  - 速哥答思皇后
  - 八八罕妃子
  - 撒不忽妃子
  - 忽鲁黑臣皇后[62]
  - 朵儿别真皇后[62]
  - 许慎真皇后[62]

### 子嗣
儿子
- 长子：朵儿只，早逝，生母察必皇后
- 次子皇太子：真金，生母察必皇后，镇大都，1261年封为燕王，1273年立为皇太子，1286年1月5日病逝。
- 三子秦王：忙哥剌，生母察必皇后，镇长安
- 四子北安王：那木罕，生母察必皇后，镇西域
- 五子雲南王：忽哥赤，生母朵儿别真，镇云南
- 六子大王：爱牙赤，生母许慎真
- 七子西平王：奥都赤，生母朵儿别真，镇吐蕃
- 八子宁王：阔阔出，生母许慎真，镇漠北
- 九子镇南王：脱欢，生母伯要兀真，镇江南
- 十子：忽都鲁帖木儿，生母不详
- 十一子：铁蔑赤，生母南必皇后

女儿
- 赵国大长公主 月烈，下嫁赵武襄王爱不花
- 昌国公主 吾鲁真，下嫁孛花
- 昌国大长公主 茶伦，下嫁帖监干
- 鲁国长公主 完泽，下嫁斡罗真
- 鲁国大长公主 囊家真，下嫁斡罗真、铁木儿、蛮子台
- 齐国大长公主 忽都鲁坚迷失，下嫁高丽忠烈王王昛
- 公主，名字史书无记载，亦可能是宗室女，下嫁宋恭帝趙㬎（1276年降元后被封为瀛国公）[63]

## 相關史料
- 《史集》，蒙古帝国伊儿汗国史學家拉施特撰寫。
- 《马可·波罗遊記》，意大利威尼斯商人、旅行家及探险家马可·波罗撰寫。
- 《大元圣政国朝典章》，简称《元典章》，元英宗在位后期（1322年—1323年）官修政书，收录1234年—1322年元朝各地地方官吏会抄的有关政治、经济、军事、法律等方面的圣旨条画、律令格例以及司法部门所判案例的汇编，分为前集和新集，史實多為《元史》所不載。
- 《至元新格》，1291年元世祖颁布的元朝第一部法律，收录1206年—1291年元朝政府颁布的所有法律条文中，符合天下统一后国家的实际情况的那一部分法律条文，汇编而成，现存残篇内容96条。
- 《大元通制》，1323年元英宗颁布的元朝第二部法律，现存残本收录1234年—1316年元朝官方颁布的关于法律方面的圣旨条画、律令格例以及司法部门所判案例的汇编，史实多为《元史》所不载。
- 《至正条格》，1346年元順帝颁布的元朝第三部法律，现存残本收录1260年—1344年元朝官方颁布的关于法律方面的圣旨条画、律令格例以及司法部门所判案例的汇编，史实多为《元史》所不载。
- 《国朝名臣事略》（今称《元朝名臣事略》），元朝史学家、文学家苏天爵撰写，成书于1329年之前，全书共15卷，共有元朝开国功臣、文臣、武将、学者一共47人的传记。
- 《国朝文类》（今称《元文类》），元朝史学家、文学家苏天爵撰写，成书于1334年，全书共70卷，收录元太宗时期（1229—1241年）至元宁宗时期（1332年）大约一百年间的各种文献资料。旨在保存文献，全书收诏制、奏议、碑传行状多达二百三十余篇，为研究元代史事的重要资料。此外书中还收录名家诗、文八百余篇，
- 《圣元名贤播芳续集》，是收藏于日本宫内厅书陵部的一部元文选集，共6卷，1373年高丽刻本，国内未见流传。此书仿《圣宋名贤五百家播芳大全文粹》而作，收录有圣元名贤一百二十三家所作表、笺、诏等各类文体的文章近二百七十篇。
- 《元史·世祖本紀》 （页面存档备份，存于），明朝官修正史
- 《新元史·世祖本纪》 （页面存档备份，存于），民国官修正史
- 《续资治通鉴》 （页面存档备份，存于），清朝史学家毕沅撰写。
- 《元史类编》，清朝史学家邵远平撰写。
- 《元史新编》，清朝史学家魏源撰写。
- 《元书》，清朝史学家曾廉撰写。
- 《蒙兀儿史记》，清末民初史学家屠寄撰写。
- 忽必烈傳奇電視劇。

## 影視形象
- 《神鵰俠侶》由鍾志強飾演。
- 《神鵰俠侶》由葉天行飾演。
- 《神鵰俠侶》由謝屏楠飾演。
- 《神鵰俠侶》由黃智賢飾演。
- 《神鵰俠侶》由吳開深飾演。
- 《關漢卿傳奇》由盧勇飾演。
- 《馬可·波羅》由英若誠飾演。
- 《北條時宗》由巴森飾演。
- 《再生緣》由江漢飾演。
- 《南宋傳奇之蟋蟀宰相》由霍爾查飾演。
- 《神鵰俠侶》由袁苑飾演。
- 《武神》由金明國飾演。
- 《忽必烈傳奇》由胡軍飾演。
- 《神鵰俠侶》由朱梓驍飾演。
- 《馬可·波羅》由黃凱旋飾演。
- 《貓貓日本史》由島崎信長配音。

## 評價
- 元朝重臣郝经在中统元年（1260年）农历四月奉元世祖忽必烈之命出使南宋南北议和，在九月到达南宋后被扣留软禁于真州15年，直到至元十二年（1275年）农历二月才被南宋送归元朝境内，他在被软禁期间十余次给南宋君臣上书，希望元宋缔结和约，均无任何回复。郝经在中统元年（1260年）农历十一月给南宋两淮制置使李庭芝的书信《再与宋国两淮制置使书》中对元世祖忽必烈的評價是：“今主上应期开运，资赋英明，喜衣冠，崇礼乐，乐贤下士，甚得中土之心，久为诸王推戴。稽诸气数，观其德度，汉高帝、唐太宗、魏孝文之流也。”[64]  （“汉高帝”指的是汉太祖刘邦，“太祖”为庙号，“高帝”为谥号，《史记》中常谓“高祖”，因此人多以为其庙号为高祖，其实乃庙号谥号混称[65]。“唐太宗”指的是李世民。“魏孝文”指的是北魏孝文帝拓跋宏。）
- 元朝重臣郝经在中统二年（1261年）给南宋丞相贾似道的第三封书信《复与宋国丞相论本朝兵乱书》中对元世祖忽必烈的評價是：“夫主上之立，固其所也。太母有与贤之意，先帝无立子之诏。主上虽在潜邸，久符人望，而又以亲则尊，以德则厚，以功则大，以理则顺，爱养中国，宽仁爱人，乐贤下士，甚得夷夏之心，有汉、唐英主之风。加以地广众盛，将猛兵强，神断威灵，风蜚雷厉，其为天下主无疑也。”[66]
- 明朝官修正史《元史》宋濂等的評價是：“世祖度量弘广，知人善任使，信用儒术，用能以夏变夷，立经陈纪，所以为一代之制者，规模宏远矣。”[54]
- 明朝官修正史《元史》宋濂等的評價是：“世称元之治以至元、大德为首。……。故终世祖之世，家给人足。”[67]
- 明朝官修皇帝实录《明太祖实录》记载，明太祖朱元璋在洪武七年八月初一日（1374年9月7日），亲自前往南京历代帝王庙祭祀三皇、五帝、夏禹王、商汤王、周武王、汉太祖、汉光武帝、隋文帝、唐太宗、宋太祖、元世祖一共十七位帝王[68]，其中对元世祖忽必烈的祝文是：“惟神昔自朔土，来主中国，治安之盛，生餋之繁，功被人民者矣。夫何传及后世不遵前训，怠政致乱，天下云扰，莫能拯救。元璋本元之农民，遭时多艰，悯烝黎于涂炭，建义聚兵，图以保全生灵，初无黄屋左纛之意，岂期天佑人助，来归者众，事不能已，取天下于群雄之手，六师北征，遂定于一。乃不揆菲德，继承正统，此天命人心所致，非智力所能。且自古立君，在乎安民，所以唐虞择人禅授，汤武用兵征伐，因时制宜，其理昭然。神灵在天不昧，想自知之。今念历代帝王开基创业、有功德于民者，乃于京师肇新庙宇，列序圣像，每岁祀以春、秋仲月，永为常典，礼奠之初，谨奉牲醴致祭，伏惟神鉴。尚享！”[69]
- 明朝官修皇帝实录《明太祖实录》记载，洪武二十二年（1389年）十二月，明太祖朱元璋给自北元投降的兀纳失里大王的信中，对元太祖和元世祖的评价如下：“昔中国大宋皇帝主天下三百一十余年，后其子孙不能敬天爱民，故天生元朝太祖皇帝，起于漠北，凡达达、回回、诸番君长尽平定之，太祖之孙以仁德著称，为世祖皇帝，混一天下，九夷八蛮、海外番国归于一统，百年之间，其恩德孰不思慕，号令孰不畏惧，是时四方无虞，民康物阜。”[70]
- 邵远平《元史类编》的評價是：“册曰：遂辟雄图，混一中外；德威所指，无远弗届；建号立制，垂模一代；崇儒察奸，旋用旋败；英明克断，用无祗悔。”[71]
- 叶子奇《草木子》卷三上： “元朝自世祖（忽必烈）混一之后，天下治平者六、七十年，轻刑薄赋，兵革罕用；生者有养，死者有葬；行旅万里，宿泊如家，诚所谓盛也亦！”
- 毕沅《续资治通鉴》的評價是：“帝度量恢廓，知人善任使，故能混一区宇，扩前古所未有。惟以亟于财用，中间为阿哈玛特、卢世荣、僧格所蔽，卒能知其罪而正之。立纲陈纪，殷然欲被以文德，规模亦已弘远矣。”[72][73]（“阿哈玛特”指的是阿合马，“僧格”指的是桑哥，不同的人对他们的名字进行汉语音译时，有一定差别。）
- 魏源《元史新编》的評價是：“论曰：元之初入中国，震荡飘突，惟以杀伐攻虏为事，不知法度纪纲为何物，其去突厥、回纥者无几。及世祖兴，始延揽姚枢、窦默、刘秉忠、许衡之徒，以汉法治中夏，变夷为华，立纲陈纪，遂乃并吞东南，中外一统。加以享国长久，垂统创业，轶遼、金而媲漢、唐，赫矣哉！且其天性宽宏，包帡无外。阿里不哥及海都、笃哇诸王，皆亲犯乘舆。对垒血战，力屈势穷，一朝归命，则皆以太祖子孙，大朝会于上都，恩礼宴赉如初。当南北锋焰血战之余，或离间以侍郎张天悦通宋而不信。敕南儒被掠卖为奴者，官赎为民。所获宋商、宋谍私入境者，皆纵遣之而不诛。置榷场于樊城，通宋互市，弛沿边军器之禁。其长驾远驭如是。宋幼主母子至通州，命大宴十日，小宴十日，然后赴上都。除弘吉剌皇后厚待之事别详《皇后传》外，其母子在江南庄田，听为世业。其后文宗时市故全太后田为大承天寺永业，市故瀛国公田为大翔龙寺永业，直至顺帝末，始夺和尚赵完普之田归官，直与元相终始。宋之宗室如福王与芮等，随宋主来归，授平原郡公，其家赀在江南者，取至京赐之。此外宗室多类此。即奸民冒称赵氏作乱者，从不以累及宋后，其优礼亡国也如是。思创业艰难，移漠北和林青草丛植殿隅，俾后世无忘草地。又留所御裘带于大安阁以示子孙。武宗至大中尝诣阁中发故箧阅之，则皆大练之服。西域贾胡屡献牙忽大珠，价值数万而不受。宫闱肃穆，无豔宠奇闻。至元八年，平滦路昌黎县民生男，夜中有光，或奏请除之，帝曰：‘何幸天生一好人，奈何反生妒忌！’命有司加恩养。伯颜伐宋，谆谆命以曹彬取江南不戮一人为法。其俭慈也又如是，非命世天纵而何？惟功利之习不能自胜于中，故日本、爪哇之师远覆于海岛，王、阿、桑、卢掊克之臣相仍于覆辙，盖质有余而学不足欤！”[74]（“王、阿、桑、卢”指的分别是王文统、阿合马、桑哥、卢世荣。四人均为元世祖朝不同时期的理财大臣。）
- 曾廉《元书》的評價是：“论曰：世祖崇儒重道，而特进言利之臣，三进三乱而讫不悟，岂非其明有所蔽耶？然其不欲剥民亦审矣。殆以为自我作则，将上下均足，堪为后世经制也。呜呼！以世祖之仁，乘开国之运，而言利之弊，若此，然则利其有可言者耶？至其任中书枢密而重台纲，法纪立矣。国治民安是在知人哉！”[75]
- 中華民国史学家屠寄《蒙兀儿史记》的評價是：“汗目有威稜，而度量弘广，知人善任，群下畏而怀之，虽生长漠北，中年分藩用兵，多在汉地，知非汉法不足治汉民。故即位后，引用儒臣，参决大政，诸所设施，一变祖父诸兄武断之风，渐开文明之治。惟志勤远略，平宋之后，不知息民，东兴日本之役，南起占城、交趾、缅甸、爪哇之师，北御海都、昔里吉、乃颜之乱。而又盛作宫室，造寺观，干戈土木，岁月不休。国用既匮，乃亟于理财，中间颇为阿合马、卢世荣、桑哥之徒所蔽，虽知其罪而正之，闾阎受患已深矣。”[76]
- 中華民国官修正史《新元史》柯劭忞的評價是：“唐太宗承隋季之乱，魏徵劝以行王道、敦教化。封德彝驳之曰：‘书生不知时务，听其虚论，必误国家。’太宗黜德彝而用徵，卒致贞观之治。蒙古之兴，无异于匈奴、突厥。至世祖独崇儒向学，召姚枢、许衡、窦默等敷陈仁义道德之说，岂非所谓书生之虚论者哉？然践阼之后，混壹南北，纪纲法度灿然明备，致治之隆，庶几贞观。由此言之，时儿今古，治无夷夏，未有舍先王之道，而能保世长民者也。至于日本之役，弃师十万犹图再举；阿合马已败，复用桑哥；以世祖之仁明，而吝于改过。如此，不能不为之叹息焉。”[77]

## 延伸阅读
[在维基数据编辑]
 在维基文库阅读此作者作品（ 在维基共享资源阅览影像）
 《元史/卷004》，出自宋濂《元史》
 《元史/卷005》，出自宋濂《元史》
 《元史·卷006》，出自宋濂《元史》
 《元史/卷007》，出自宋濂《元史》
 《元史/卷008》，出自宋濂《元史》
 《元史·卷009》，出自宋濂《元史》
 《元史/卷010》，出自宋濂《元史》
 《元史·卷011》，出自宋濂《元史》
 《元史/卷012》，出自宋濂《元史》
 《元史/卷013》，出自宋濂《元史》
 《元史·卷014》，出自宋濂《元史》
 《元史·卷015》，出自宋濂《元史》
 《元史/卷016》，出自宋濂《元史》
 《元史/卷017》，出自宋濂《元史》
 《新元史/卷007》，出自柯劭忞《新元史》
 《新元史/卷008》，出自柯劭忞《新元史》
 《新元史/卷009》，出自柯劭忞《新元史》
 《新元史/卷010》，出自柯劭忞《新元史》
 《新元史/卷011》，出自柯劭忞《新元史》
 《新元史/卷012》，出自柯劭忞《新元史》

### 引用
1. ↑  宋濂.  （中文）. 甲申，次臯亭山，阿剌罕以兵來會。宋主遣其保康軍承宣使尹甫、和州防禦使吉甫等，賫傳國玉璽及降表詣軍前。其辭曰：「大宋國主鳷，謹百拜奉表于大元仁明神武皇帝陛下：臣昨嘗遣侍郎柳岳、正言洪雷震捧表馳詣闕庭，敬伸卑悃，伏計已徹聖聽。臣眇焉幼沖，遭家多難，權奸似道，背盟誤國，臣不及知，至于興師問罪，宗社阽危，生靈可念。臣與太皇日夕憂懼，非不欲遷辟以求兩全，實以百萬生民之命寄臣之身，今天命有歸，臣將焉往？惟是世傳之鎮寶，不敢愛惜，謹奉太皇命戒，痛自貶損，削帝號，以兩浙、福建、江東西、湖南北、二廣、四川見在州郡，謹悉奉上聖朝，為宗社生靈祈哀請命。欲望聖慈垂哀，祖母太后耄及，臥病數載，臣煢煢在疚，情有足矜，不忍臣祖宗三百年宗社遽至殞絕，曲賜裁處，特與存全，大元皇帝再生之德，則趙氏子孫世世有賴，不敢弭忘。臣無任感天望聖，激切屏營之至。」伯顏既受降表、玉璽，復遣囊加帶以趙尹甫、賈余慶等還臨安，召宰相出議降事。。
2. ↑  宋濂.  （中文）. 二十一年春正月乙卯，帝御大明殿，右丞相和禮霍孫率百官奉玉冊玉寶，上尊號曰憲天述道仁文義武大光孝皇帝，諸王百官朝賀如朔旦儀，赦天下。
3. 1 2 3 4 5  宋濂.  （中文）. 五月戊午，遣攝太尉臣兀都帶奉冊上尊謚曰聖德神功文武皇帝，廟號世祖，國語尊稱曰薛禪皇帝。
4. ↑  见于《蒙古秘史》第120、124等节，共十多处。
5. ↑  . 文永三年（1266年）  [2023-01-01]. （原始内容存档于2023-01-01）. 上天眷命 大蒙古國皇帝奉書
6. ↑  《元史》卷四《世祖本纪一》记载：“世祖圣德神功文武皇帝，讳忽必烈，睿宗皇帝第四子。母庄圣太后，怯烈氏。以乙亥岁八月乙卯生。及长，仁明英睿，事太后至孝，尤善抚下。”睿宗皇帝指的是忽必烈的父亲拖雷，庄圣太后指的是忽必烈的母亲唆鲁禾帖尼。
7. ↑  《元史》卷四《世祖本纪一》记载：“岁甲辰，帝在潜邸，思大有为于天下，延藩府旧臣及四方文学之士，问以治道。”甲辰年即是1244年。
8. ↑  《元史》卷四《世祖本纪一》记载：“岁辛亥，六月，宪宗即位，同母弟惟帝最长且贤，故宪宗尽属以漠南汉地军国庶事，遂南驻爪忽都之地。”辛亥年为1251年。
9. ↑  这段文字节选自元朝名臣郝经的著作《陵川集》卷三十七《宿州与宋国三省枢密院书》 ；同时可见于《剑桥中国——辽宋夏金元史》，第五章，“忽必烈和中国，1234—1243年”。
10. ↑  《元史》卷四《世祖本纪一》
11. ↑  《元史》，卷4，第62—63页
12. ↑  郝经给忽必烈的上书《班师议》，全文收录于郝经的著作《陵川集》卷三十二。《元史》卷一百五十七《郝经传》 （页面存档备份，存于），以及《新元史》卷一百六十八《郝经传》 （页面存档备份，存于），则收录了《班师议》的绝大部分内容。
13. ↑  杨富学.  (甘肃敦煌研究院). 1997  [2023-04-28]. （原始内容存档于2023-04-11）. 合罕，是蒙元时代蒙古大汗的称号，在元代蒙古文献中，该词多有出现，有时依中世纪蒙古语习惯写作qa·an qan，有时又写作qa·an，汉语一般都直译作合罕、哈罕、恒罕或匣罕等，也有的又依汉人习惯加上了“皇帝”二字。
14. ↑  [日]杉山正明; 乌兰（译），姚大力. . . 北京日报出版社. 2020  [2023-01-29]. ISBN 9787547735305. （原始内容存档于2023-01-29）. 对中国人来说，蒙古民族与蒙古草原的历史，既有构成中国历史不可分割的那一部分，还有一部分属于世界史范围。所以它包含着既互相交织、又在性质上互有区别的两个组成部分。根据这样的“两分法”，蒙古帝国（1206—1259）的历史，应该是世界历史的一部分。蒙古帝国曾经统治过华北、西北、西藏与云南的事实，只能意味着当代中国的相当部分疆域在历史上曾有过一个被蒙古帝国占领的时期。处于蒙古帝国占领时期的这部分国土的历史，无疑仍然属于中国历史的一部分；但我们不可以因此便把蒙古帝国的历史径直视为中国历史的一部分。而元朝（1260—1368）作为从蒙古帝国的分裂中产生的一系列继承国家之一，它的历史，自然就不能当作中国被一个外在于中国的政权所统治的一段殖民史来看待。
15. ↑  《剑桥中国——辽宋夏金元史》中译本，第五章，“忽必烈和中国，1253—1259年”。原文：忽必烈正在回兵并于1260年春天抵达开平。《元史》说许多宗王“请求”忽必烈继承汗位。在三次正式“拒绝”之后，忽必烈答应他们的请求，在5月5日仓促召集的一次忽邻勒台上被选举为大汗。因为大部分蒙古贵族没有出席这次会议，忽必烈的选举受到异议。例如，阿里不哥在蒙古旧都和林宣布为争位的大汗。在三个其余的主要汗国中，阿里不哥可以得到斡罗斯的钦察汗国和中亚的察合台汗国两个汗国的支持。忽必烈惟一的支持者是他的弟弟旭烈兀，而旭烈兀本人在中东正面临着对他的权威的严重危胁。在返回蒙古的途中，旭烈兀获悉埃及的马木鲁克王朝统治者于1260年9月在叙利亚的爱音扎鲁特击败了他的军队。
16. ↑  元世祖忽必烈发布《皇帝登宝位诏》的时间，《元史》记载为庚申年四月四日，《大元圣政国朝典章》（简称为《元典章》）记载为庚申年四月六日，《元史》是根据元朝官修的《元世祖实录》修成，在诏书内容上会有所增删，但是日期会严格按照《元世祖实录》记载，而《元典章》在印刷过程中，在日期方面可能会有错误，故此处以《元史》记载为准。
17. ↑  根据元英宗时期出版的官修政书《大元圣政国朝典章》（简称为《元典章》，台北国立故宫博物院藏元刊本之影印本）卷一《诏令卷之一》记载，忽必烈即位诏书的名字是《皇帝登宝位诏》，其诏书内容和《元史》记载有个别地方有所差别。根据《元史》卷四《世祖本纪一》记载，中统元年四月，“辛丑，以即位诏天下。诏曰：
　　朕惟祖宗肇造区宇，奄有四方，武功迭兴，文治多缺，五十余年于此矣。盖时有先后，事有缓急，天下大业，非一圣一朝所能兼备也。先皇帝即位之初，风飞雷厉，将大有为。忧国爱民之心虽切于己，尊贤使能之道未得其人。方董夔门之师，遽遗鼎湖之泣。岂期遗恨，竟勿克终。
　　肆予冲人，渡江之后，盖将深入焉，乃闻国中重以佥军之扰，黎民惊骇，若不能一朝居者。予为此惧，驿骑驰归。目前之急虽纾，境外之兵未戢。乃会群议，以集良规。不意宗盟，辄先推戴。左右万里，名王巨臣，不召而来者有之，不谋而同者皆是，咸谓国家之大统不可久旷，神人之重寄不可暂虚。求之今日，太祖嫡孙之中，先皇母弟之列，以贤以长，止予一人。虽在征伐之间，每存仁爱之念，博施济众，实可为天下主。天骣道助顺，人谟与能。祖训传国大典，于是乎在，孰敢不从。朕峻辞固让，至于再三，祈恳益坚，誓以死请。于是俯徇舆情，勉登大宝。自惟寡昧，属时多艰，若涉渊冰，罔知攸济。爰当临御之始，宜新弘远之规。祖述变通，正在今日。务施实德，不尚虚文。虽承平未易遽臻，而饥渴所当先务。呜呼！历数攸归，钦应上天之命；勋亲斯托，敢忘烈祖之规？建极体元，与民更始。朕所不逮，更赖我远近宗族、中外文武，同心协力，献可替否之助也。诞告多方，体予至意！”
18. ↑  根据元英宗时期出版的官修政书《大元圣政国朝典章》（简称为《元典章》，台北国立故宫博物院藏元刊本之影印本）卷一《诏令卷之一》记载，忽必烈建年号中统的诏书的名字是《中统建元诏》，其诏书内容和《元史》记载有个别地方有所差别。根据《元史》卷四《世祖本纪一》记载，中统元年五月，“丙戌，建元中统，诏曰：
　　祖宗以神武定四方，淳德御群下。朝廷草创，未遑润色之文；政事变通，渐有纲维之目。朕获缵旧服，载扩丕图，稽列圣之洪规，讲前代之定制。建元表岁，示人君万世之传；纪时书王，见天下一家之义。法《春秋》之正始，体大《易》之乾元。炳焕皇猷，权舆治道。可自庚申年五月十九日，建元为中统元年。惟即位体元之始，必立经陈纪为先。故内立都省，以总宏纲；外设总司，以平庶政。仍以兴利除害之事、补偏救弊之方，随诏以颂。於戏！秉箓握枢，必因时而建号；施仁发政，期与物以更新。敷宣恳恻之辞，表著忧劳之意。凡在臣庶，体予至怀！”
19. ↑  此据《元史》卷四《世祖本纪一》记载：中统元年（庚申年）四月，“是月，阿里不哥僣号于和林城西按坦河。”据《史集》阿里不哥先称汗，当他所发诏旨被截获后，忽必烈才称汗。见《史集》第2 卷，汉译本页293—295
20. ↑  根据元朝名臣郝经的著作《陵川集》卷三十八《复与宋国丞相论本朝兵乱书》记载，《复与宋国丞相论本朝兵乱书》部分内容如下：“今主上既以正立，一时豪杰云从景附，全制本国，奄有中夏，挟辅辽右、白霫、乐浪、玄菟、秽貊、朝鲜，面左燕云、常代，控引西夏、秦陇、吐蕃、云南，则玉烛金瓯，未为玷缺。藩墙不穴，根本强固，倍半于金源，五倍于契丹，纵彼小有侵轶，则塔察国王一旅足以平荡。其馀三十馀王，犹卷甲牧马，从容营卫。矧于中国诸侯，如史、如李、如严、如张、如刘、如汪等，大者五六万，小者不下二三万，虓将劲卒，荏习兵革，骑射驰突，视蒙古、回鹘尤为猛鸷，则前日北方之强转而为中国，其肯使蠹国害民之尤者，复肆蛇豕？彼虽死寇，此亦死敌也。彼之崛强，只足以自毙，而不足以为害明矣。说者岂可以便小本朝，谓秦无人，以先遣使便谓怯弱，拘留待变？夫三百馀年礼义之朝，论议之多当如是乎？”
21. ↑  《元史》卷五《世祖本纪二》记载：中统五年七月，“庚子，阿里不哥自昔木土之败，不复能军，至是与诸王玉龙答失、阿速带、昔里给，其所谋臣不鲁花、忽察、秃满、阿里察、脱忽思等来归。诏诸王皆太祖之裔，并释不问，其谋臣不鲁花等皆伏诛。”
22. ↑  .   [2012-01-05]. （原始内容存档于2021-02-16）.
23. ↑  根据元英宗时期出版的官修政书《大元圣政国朝典章》（简称《元典章》，元刻本）卷一《诏令卷之一》记载，忽必烈将中统五年改元为至元元年的诏书的名字是《至元改元诏》，其诏书内容和《元史》记载有个别地方有所差别。根据《元史》卷五《世祖本纪二》记载，至元元年八月，“丁巳，以改元大赦天下，诏曰：
　　应天者惟以至诚，拯民者莫如实惠。朕以菲德，获承庆基，内难未戡，外兵未戢，夫岂一日，于今五年。赖天地之畀矜，暨祖宗之垂裕，凡我同气，会于上都。虽此日之小康，敢朕心之少肆。比者星芒示儆，雨泽愆常，皆阙政之所繇，顾斯民之何罪。宜布惟新之令，溥施在宥之仁。据不鲁花、忽察、秃满、阿里察、脱火思辈，构祸我家，照依太祖皇帝紥撒正典刑讫。可大赦天下，改中统五年为至元元年。於戏！否往泰来，迓续亨嘉之会；鼎新革故，正资辅弼之良。咨尔臣民，体予至意！”
24. ↑  根据清朝于敏中等人编纂的《日下旧闻考》卷三十《宫室》记载：“元建国曰大元，取大哉乾元之意也。建元曰至元，取至哉坤元之意也。殿曰大明、曰咸宁。门曰文明，曰健德，曰云从，曰顺承，曰厚载，皆取诸乾坤二卦之辞也。”《易经》坤卦的卦辞：“至哉坤元，万物资生，乃顺承天。坤厚载物，德合无疆。”
25. ↑  《元史》卷八十七《百官志三》记载：“宣政院，秩从一品，掌释教僧徒及吐蕃之境而隶治之。遇吐蕃有事，则为分院往镇，亦别有印。如大征伐，则会枢府议。其用人则自为选。其为选则军民通摄，僧俗并用。至元初，立总制院，而领以国师。二十五年，因唐制吐蕃来朝见于宣政殿之故，更名宣政院。置院使二员、同知二员、副使二员、参议二员、经历二员、都事四员、管勾一员、照磨一员。二十六年，置断事官四员。二十八年，增佥院、同佥各一员。元贞元年，增院判一员。大德四年，罢断事官。至大初，省院使一员。至治三年，置院使六员。天历二年，罢功德使司归宣政，定置院使一十员，从一品；同知二员，正二品；副使二员，从二品；佥院二员，正三品；同佥三员，正四品；院判三员，正五品；参议二员，正五品；经历二员，从五品；都事三员，从七品；照磨一员，管勾一员，并正八品；掾史十五人，蒙古必阇赤二人，回回掾史二人，怯里马赤四人，知印二人，宣使十五人，典吏有差。”节选自《元史》卷八十七《百官志三》 （页面存档备份，存于）
26. ↑  《元史》卷二百零五《桑哥传》记载：桑哥又以总制院所统西蕃诸宣慰司，军民财谷，事体甚重，宜有以崇异之，奏改为宣政院，秩从一品，用三台银印。世祖问所用何人，对曰：“臣与脱因。”于是命桑哥以开府仪同三司、尚书右丞相兼宣政使，领功德使司事，脱因同为使。节选自《元史》卷二百零五《桑哥传》 （页面存档备份，存于）
27. ↑  《元史》卷六《世祖本纪三》记载：至元五年七月，癸丑，立御史台，以右丞相塔察儿为御史大夫，诏谕之曰：“台官职在直言，朕或有未当，其极言无隐，毋惮他人，朕当尔主。”仍以诏谕天下。
28. ↑  《元史》卷一百六十三《张雄飞传》记载：他日，与江孝卿召见，帝曰：“今任职者多非材，政事废弛，譬之大厦将倾，非良工不能扶，卿辈能任此乎？”孝卿谢不敢当。帝顾雄飞，雄飞对曰：“古有御史台，为天子耳目，凡政事得失，民间疾苦，皆得言；百官奸邪贪秽不职者，即纠劾之。如此，则纪纲举、天下治矣。”帝曰：“善。”乃立御史台，以前丞相塔察兒为御史大夫，雄飞为侍御史，且戒之曰：“卿等既为台官，职在直言，朕为汝君，苟所行未善，亦当极谏，况百官乎！汝宜知朕意。人虽嫉妒汝，朕能为汝地也。”雄飞益自感励，知无不言。参议枢密院事费正寅素憸狡，有告其罪者，诏丞相纟泉真等与雄飞杂治之。请托交至，雄飞无所顾，尽得其罪状以闻，正寅与其党管如仁等皆伏诛。节选自《元史》卷一百六十三《张雄飞传》 （页面存档备份，存于）
29. ↑  根据元英宗时期出版的官修政书《大元圣政国朝典章》（简称《元典章》，元刻本）卷一《诏令卷之一》记载，忽必烈建立国号为“大元”的诏书为《建国号诏》，其诏书内容和《元史》记载有个别地方有所差别。根据《元史》卷七《世祖本纪四》记载，至元八年十一月，“乙亥，建国号曰大元，诏曰：
　　诞膺景命，奄四海以宅尊；必有美名，绍百王而纪统。肇从隆古，匪独我家。且唐之为言荡也，尧以之而著称；虞之为言乐也，舜因之而作号。驯至禹兴而汤造，互名夏大以殷中。世降以还，事殊非古。虽乘时而有国，不以利而制称。为秦为汉者，著从初起之地名；曰隋曰唐者，因即所封之爵邑。是皆徇百姓见闻之狃习，要一时经制之权宜，概以至公，不无少贬。
　　我太祖圣武皇帝，握乾符而起朔土，以神武而膺帝图，四震天声，大恢土宇，舆图之广，历古所无。顷者耆宿诣庭，奏章申请，谓既成于大业，宜早定于鸿名。在古制以当然，于朕心乎何有。可建国号曰大元，盖取《易经》“乾元”之义。兹大冶流形于庶品，孰名资始之功；予一人底宁于万邦，尤切体仁之要。事从因革，道协天人。於戏！称义而名，固匪为之溢美；孚休惟永，尚不负于投艰。嘉与敷天，共隆大号。”
30. ↑  根据清朝于敏中等人编纂的《日下旧闻考》卷三十《宫室》记载：“元建国曰大元，取大哉乾元之意也。建元曰至元，取至哉坤元之意也。殿曰大明、曰咸宁。门曰文明，曰健德，曰云从，曰顺承，曰厚载，皆取诸乾坤二卦之辞也。”《易经》乾卦的卦辞，“大哉乾元，万物资始，乃统天。云行雨施，品物流形。”
31. ↑  根据《新元史》卷一百七十七《吕文焕传》记载：元世祖降诏谕吕文焕：“尔等拒守孤城，于今五年，宜力尔主，固其宜也。然势究援绝，如数万生灵何？若能纳款，悉郝勿治，且加迁擢。”
32. ↑  姚燧：《湖广行省左丞相神道碑》，《元文类》卷五九记载：元军进攻襄阳的统帅阿里海牙亲自至城下劝降，告诉吕文焕：“君以孤城御我数年，今鸟飞路绝，帝实嘉能忠而主。信降，必尊官重赐以劝方来，终不仇汝置死所也。”
33. ↑  根据元英宗时期出版的官修政书《大元圣政国朝典章》（简称《元典章》，元刻本）卷一《诏令卷之一》记载，忽必烈至元十一年六月发布的问罪于宋的诏书的名字是《兴师征南诏》，其诏书内容和《元史》记载有个别地方有所差别。根据《元史》卷八《世祖本纪五》记载，至元十一年六月，“庚申，问罪于宋，诏谕行中书省及蒙古、汉军万户千户军士曰：
　　爰自太祖皇帝以来，与宋使介交通。宪宗之世，朕以藩职奉命南伐，彼贾似道复遣宋京诣我，请罢兵息民。朕即位之后，追忆是言，命郝经等奉书往聘，盖为生灵计也。而乃执之，以致师出连年，死伤相藉，系累相属，皆彼宋自祸其民也。襄阳既降之后，冀宋悔祸，或起令图，而乃执迷，罔有悛心，所以问罪之师，有不能已者。今遣汝等，水陆并进，布告遐迩，使咸知之。无辜之民，初无预焉，将士毋得妄加杀掠。有去逆效顺，别立奇功者，验等第迁赏。其或固拒不从及逆敌者，俘戮何疑。”
34. ↑  根据生活于元末明初的陶宗仪的著作《南村辍耕录》记载，檄   世皇下江南檄，枚举贾似道无君之罪，宋国臣民其不诚服者与。其文曰：“宅中图大，天开一统之期；自北而南，雷动六师之众。先谓吊民而伐罪，盖将用夏而变夷；欲制江浙以削平，极汝海隅而混一。堪嗟此宋，信任非人，处之师相之尊，委以国柄之重。世济其恶，真凶悖之贾充；谋及乃心，效奸雄之曹操。不学无识，无术弄权，夸浒黄仅免其身，比河清莫大之续。承君之宠，如彼之专，贪天之功，确乎不拔。惜官爵以总宝货，苛条法以苦贤才。夺土田而无地可耕，变关会而物价溢涌。藉鄙猥者伴食於庙堂，任反侧者失兵於边徼。恬视雷星之召异，罔闻水火之降灾。满朝皆其私人，用将因其重赂。用白扎而破世守之法，曲丹笔而容天讨之刑。民心已离而不知，天命将革而未悟。方且贪湖山之乐，聚宝玉之珍，弗顾母死，夺制以贪荣，乃乘君宠，立幼而固位。以己峻功硕德，而自比於周公。欺人寡妇孤儿，反不如於石莫杀而混海宇。振兵略地，随所向而宣皇威。一战乘胜而渡江，诸将列降而献土，厥角稽首，迎我前矛，后实先声，易如破竹。昭天顺人信之助，成我风行草偃之功。合宇宙以清宁，苏人民而镇抚。恩宽幼主以下，罪止元恶之身。自今檄到，应守令以境土投拜，除大支犒赏外，仍其官职。谨檄。”
35. ↑  根据《元史》卷八《世祖本纪五》记载，至元十一年七月，“乙未，伯颜等陛辞，帝谕之曰：“古之善取江南者，唯曹彬一人。汝能不杀，是吾曹彬也。”
36. ↑  《明太祖实录》卷五十九记载，“伯颜之有祠堂，因其初入临安，市不易肆，有德于民，故庙食焉。”
37. ↑  根据《元史》卷九《世祖本纪六》记载，至元十三年正月，甲申，次皋亭山，阿剌罕以兵来会。宋主遣其保康军承宣使尹甫、和州防御使吉甫等，赍传国玉玺及降表诣军前。其辞曰：“大宋国主鳷，谨百拜奉表于大元仁明神武皇帝陛下：臣昨尝遣侍郎柳岳、正言洪雷震捧表驰诣阙庭，敬伸卑悃，伏计已彻圣听。臣眇焉幼冲，遭家多难，权奸似道，背盟误国，臣不及知，至于兴师问罪，宗社阽危，生灵可念。臣与太皇日夕忧惧，非不欲迁辟以求两全，实以百万生民之命寄臣之身，今天命有归，臣将焉往？惟是世传之镇宝，不敢爱惜，谨奉太皇命戒，痛自贬损，削帝号，以两浙、福建、江东西、湖南北、二广、四川见在州郡，谨悉奉上圣朝，为宗社生灵祈哀请命。欲望圣慈垂哀，祖母太后耄及，卧病数载，臣茕茕在疚，情有足矜，不忍臣祖宗三百年宗社遽至殒绝，曲赐裁处，特与存全，大元皇帝再生之德，则赵氏子孙世世有赖，不敢弭忘。臣无任感天望圣，激切屏营之至。”
38. ↑   根据元英宗时期出版的官修政书《大元圣政国朝典章》（简称《元典章》，元刻本）卷一《诏令卷之一》记载，忽必烈安抚江南人心的诏书的名字是《归附安民诏》，其诏书内容和《元史》记载有个别地方有所差别。根据《元史》卷九《世祖本纪六》记载，至元十三年二月，丁未，诏谕临安新附府州司县官吏士民军卒人等曰：
　　间者行中书省右丞相伯颜遣使来奏，宋母后、幼主暨诸大臣百官，已于正月十八日赍玺绶奉表降附。朕惟自古降王必有朝觐之礼，已遣使特往迎致。尔等各守职业，其勿妄生疑畏。凡归附前犯罪，悉从原免；公私逋欠，不得征理。应抗拒王师及逃亡啸聚者，并赦其罪。百官有司、诸王邸第、三学、寺、监、秘省、史馆及禁卫诸司，各宜安居。所在山林河泊，除巨木花果外，余物权免征税。秘书省图书，太常寺祭器、乐器、法服、乐工、卤簿、仪卫，宗正谱牒，天文地理图册，凡典故文字，并户口版籍，尽仰收拾。前代圣贤之后，高尚儒、医、僧、道、卜筮，通晓天文历数，并山林隐逸名士，仰所在官司，具以名闻。名山大川，寺观庙宇，并前代名人遗迹，不许拆毁。鳏寡孤独不能自存之人，量加赡给。
39. ↑  《元史》卷十七《世祖本纪十四》记载：至元三十一年正月“癸酉，帝崩于紫檀殿。在位三十五年，寿八十。”
40. ↑  《剑桥中国史——辽宋夏金元》中译本，第五章 （页面存档备份，存于）
41. ↑  根据《元史·祭祀三·宗庙上》记载，至元二年（1265年）农历十月，忽必烈为成吉思汗上庙号太祖，至元三年（1266年）农历十月，忽必烈为成吉思汗上谥号圣武皇帝（元太祖），其他三人的庙号和谥号都是1266年尊谥的。
42. 1 2  《元史》卷七十四 志第二十五，相关记载：至元三年，“冬十月，太庙成。丞相安童、伯颜言：“祖宗世数、尊谥庙号、配享功臣、增祀四世、各庙神主、七祀神位、法服祭器等事，皆宜以时定”。乃命平章政事赵璧等集议，制尊谥庙号，定为八室。烈祖神元皇帝、皇曾祖妣宣懿皇后第一室，太祖圣武皇帝、皇祖妣光献皇后第二室，太宗英文皇帝、皇伯妣昭慈皇后第三室，皇伯考术赤、皇伯妣别土出迷失第四室，皇伯考察合带、皇伯妣也速伦第五室，皇考睿宗景襄皇帝、皇妣庄圣皇后第六室，定宗简平皇帝、钦淑皇后第七室，宪宗桓肃皇帝、贞节皇后第八室。”节选自《元史·祭祀三·宗庙上》 （页面存档备份，存于）
43. ↑  大蒙古国第一位被追尊为皇帝的人是皇子拖雷，1251年7月1日，拖雷的长子蒙哥登基即位后，追尊父亲拖雷为皇帝，并上庙号睿宗和谥号英武皇帝。《元史》卷一百一十五《拖雷传》，相关记载：“宪宗立，追谥曰英武皇帝，庙号睿宗。”节选自《元史·睿宗传》 （页面存档备份，存于）
44. ↑  根据元英宗时期出版的官修政书《大元圣政国朝典章》（简称为《元典章》，台北国立故宫博物院藏元刊本之影印本）卷一《诏令卷之一》记载，忽必烈改燕京为中都的诏书的名字是《建国都诏》，其内容如下：“中书省奏：开平府阙廷所在，加号上都外，燕京修营宫室，分立省部，四方会同，乞亦正名。事准奏，可称中都路，其府号大兴。布告中外，咸使闻知。”
45. ↑  《元史》卷五十八《地理志一》记载：大都路，唐幽州范阳郡。辽改燕京。金迁都，为大兴府。元太祖十年，克燕，初为燕京路，总管大兴府。太宗七年，置版籍。世祖至元元年，中书省臣言：“开平府阙庭所在，加号上都，燕京分立省部，亦乞正名。”遂改中都，其大兴府仍旧。四年，始于中都之东北置今城而迁都焉。
46. ↑  节选自《元史》卷五十八《地理志一》
47. ↑  《元史》卷五十八《地理志一》记载：“初，太宗六年甲午，灭金，得中原州郡。七年乙未，下诏籍民，自燕京、顺天等三十六路，户八十七万三千七百八十一，口四百七十五万四千九百七十五。宪宗二年壬子，又籍之，增户二十余万。世祖至元七年，又籍之，又增三十余万。十三年，平宋，全有版圆。二十七年，又籍之，得户一千一百八十四万八百有奇。于是南北之户总书于策者，一千三百一十九万六千二百有六，口五千八百八十三万四千七百一十有一，而山泽溪洞之民不与焉。立中书省一，行中书省十有一：曰岭北，曰辽阳，曰河南，曰陕西，曰四川，曰甘肃，曰云南，曰江浙，曰江西，曰湖广，曰征东，分镇籓服，路一百八十五，府三十三，州三百五十九，军四，安抚司十五，县一千一百二十七。文宗至顺元年，户部钱粮户数一千三百四十万六百九十九，视前又增二十万有奇，汉、唐极盛之际，有不及焉。盖岭北、辽阳与甘肃、四川、云南、湖广之边，唐所谓羁縻之州，往往在是，今皆赋役之，比于内地；而高丽守东籓，执臣礼惟谨，亦古所未见。地大民众，后世狃于治安，而不知诘戎兵、慎封守，积习委靡，一旦有变，而天下遂至于不可为。呜呼！盛极而衰，固其理也。”节选自《元史》卷五十八《地理志一》 （页面存档备份，存于）
48. ↑  第一、元朝1280年的边界，其在东北一带朝鲜半岛的边界，在西北，西南，东南的边界，参照“元时期全图（一）1280年”，该地图节选自谭其骧主编的《中国历史地图集》，中国地图出版社1982年10月第一版，1996年6月第一次印刷。第二、元朝1280年的北部边界，其在西伯利亚南部的边界，参照“蒙古帝国图”，该地图节选自《中国历史地图集（古代史部分）》，编者：顾颉刚、章巽；校者：谭其骧，地图出版社，1955年3月第一版，上海第一次印刷。
49. ↑  《元史》卷九十三《食货志一》
50. ↑  《元史》卷十二《世祖本纪九》
51. ↑  《元史》卷十五《世祖本纪十二》
52. 1 2  《元史》卷六十四《河渠志一》
53. ↑  .   [2012-01-17]. （原始内容存档于2021-02-10）.
54. 1 2  .   [2011-06-14]. （原始内容存档于2020-12-19）.
55. ↑  《元史》卷一百六十四《郭守敬传》记载：“（至元）三十年，帝还自上都，过积水潭，见舳舻敝水，大悦，名曰通惠河，赐守敬钞万二千五百贯，仍以旧职兼提调通惠河漕运事。”具体请参见《元史》卷一百六十四《郭守敬传》 （页面存档备份，存于）
56. ↑  《元史》卷四十一《顺帝本纪四》记载：元順帝（又称元惠宗）至正六年（1346年）三月，两淮运使宋文瓒言：“世皇开会通河千有余里，岁运米至京者五百万石。”（说明：“世皇”是“世祖皇帝”的简称，指的是元世祖忽必烈）
57. ↑  .   [2011-09-30]. （原始内容存档于2020-12-19）.
58. ↑   《世祖皇帝谥册文》作者为王构，册文内容节选自：苏天爵《国朝文类》卷十《册文》。
59. ↑  参见《元史》卷十八《成宗本纪一》
60. ↑  《进实录表》作者为王恽，内容节选自苏天爵《国朝文类》卷十六《表》。
61. 1 2  来自《元史》记载
62. 1 2 3  《元史》未载，据《史集》记载
63. ↑  1276年宋恭帝趙㬎降元后被元世祖封为瀛国公，元世祖还把一个女儿嫁给了他，元朝公主嫁给投降元朝的宋恭帝一事，拉施特《史集》之忽必烈合罕紀、陳霆《兩山墨談》、談遷《國榷》等均有记载
64. ↑  这段文字节选自元朝名臣郝经的著作《陵川集》卷三十七《再与宋国两淮制置使书》
65. ↑  《史记·高祖本纪》：丙寅，葬。 己巳，立太子，至太上皇庙。 群臣皆曰：「高祖起微细，拨乱世反之正，平定天下，为汉太祖，功最高。」上尊号为高皇帝。
66. ↑  这段文字节选自元朝名臣郝经的著作《陵川集》卷三十八《复与宋国丞相论本朝兵乱书》，郝经给南宋丞相贾似道的五封书信按时间顺序分别为：《与宋国丞相书》、《再与宋国丞相书》、《复与宋国丞相论本朝兵乱书》、《过总管回降与贾丞相书》、《与贾丞相书》。
67. ↑  .   [2012-08-20]. （原始内容存档于2020-09-05）.
68. ↑  根据《大明太祖高皇帝实录》（简称《明太祖实录》）卷九十二记载，明太祖朱元璋在洪武七年八月初一日，亲自前往南京历代帝王庙祭祀从伏羲至元世祖十七位帝王，这十七位帝王分别是：三皇（伏羲、炎帝、黄帝）、五帝（少昊、颛顼、高辛、唐尧、虞舜）、三王（夏禹王、商汤王、周武王）、汉高祖、汉光武帝、隋文帝，唐太宗、宋太祖、元世祖。
洪武二十一年（1388年）隋文帝的塑像被撤出南京历代帝王庙，根据《大明太祖高皇帝实录》（简称《明太祖实录》）卷之一百八十八记载：洪武二十一年春正月“戊午，遣官祀历代帝王。初，历代帝王庙五室祀，伏羲至元世祖凡十七帝。至是，去隋文帝，凡十六帝，为五室，中三室居三皇、五帝、三王如旧，最东一室则汉高祖、光武、唐太宗，最西一室则宋太祖、元世祖，从祀名臣凡四坛，东庑第一坛九人，风后、皋陶、龙、伯益、傅说、召公奭、召虎、张良、曹参，西庑第一坛九人，力牧、夔、伯夷、伊尹、周公旦、太公望、方叔、萧何、陈平，东庑第二坛十人，周勃、冯异、房玄龄、李靖、李晟、潘羙、岳飞、木华黎、博尔忽、伯颜，西庑第二坛九人，邓禹、诸葛亮、杜如晦、郭子仪、曹彬、韩世忠、张浚、博尔术、赤老温。”
69. ↑  来源于《大明太祖高皇帝实录》（简称《明太祖实录》）卷九十二的相关记载。
70. ↑  《大明太祖高皇帝实录》（简称《明太祖实录》）卷一百九十八记载如下：洪武二十二年十二月，上以故元兀纳失里大王居和林之西，因命来降。太子八郎、镇抚浑都帖木儿往招谕之曰：“昔中国大宋皇帝主天下三百一十余年，后其子孙不能敬天爱民，故天生元朝太祖皇帝，起于漠北，凡达达、回回、诸番君长尽平定之，太祖之孙以仁德著称，为世祖皇帝，混一天下，九夷八蛮、海外番国归于一统，百年之间，其恩德孰不思慕，号令孰不畏惧，是时四方无虞，民康物阜。自脱欢帖木儿皇帝即位，政出权臣，法度废弛，是以上天降乱，民坠涂炭，草野间豪杰因而并起。朕时在淮甸，见生民靡宁，乃与乡党、豪杰紏合士马，不四五年，群雄悉定，故元番将降附者接踵而至，凡两遣兵，直抵漠北，时称帝者脱古思帖木儿奔往也速迭儿之地，遂遇害，其余士马为知院捏怯来、国公老撒、丞相失烈门三人所有，今已悉来降附，朕处于美水草蕃，畜牧之所，俾乐生安业。朕今主宰天下，遣使告谕尔兀纳失里大王知之，如有所言，使还，其具以闻，朕有以处之。”
（相关说明如下：脱欢帖木儿皇帝指的是元朝末代皇帝元順帝，又称元惠宗。1333年7月19日——1370年5月23日在位，1368年9月14日明将徐达攻克元大都，元朝在全国的统治结束，元順帝逃回长城以北的草原，其残余势力史称北元，继续和明朝对抗。）
71. ↑  《元史类编》卷三《世祖下》
72. ↑  .   [2012-08-21]. （原始内容存档于2021-02-16）.
73. ↑  《续资治通鉴》，作者：（清）毕沅，中华书局1957年8月第1版，1979年6月上海第4次印刷。
74. ↑  《元史新编》卷六《世祖本纪下》
75. ↑  《元书》卷五《世祖本纪》
76. ↑  《蒙兀儿史记》卷八《忽必烈汗本纪下》
77. ↑  .   [2011-06-14]. （原始内容存档于2021-02-10）.